# Сандармох
Сандармо́х (или Сандормо́х) — лесное урочище, ставшее в 1937—1938 годах местом массовых расстрелов и захоронений сталинского Большого террора. Оно находится в 19 километрах от Медвежьегорска по дороге на Повенец, в Медвежьегорском районе Республики Карелия. Урочище Сандармох, обнаруженное в ходе совместных поисков петербургского и карельского «Мемориалов» в 1997 году, сразу же было обустроено как мемориальное кладбище. В 2000 году ему присвоен статус объекта культурного наследия России.
Сандармох является одним из самых больших и известных захоронений жертв сталинских репрессий. Всего в нём обнаружено 236 расстрельных ям, в которых, по подсчётам исследователей, палачами НКВД было тайно убито и захоронено 6241 человек. На настоящий момент благодаря изысканиям историков известно имя каждой жертвы. Среди убитых в Сандармохе были спецпоселенцы и жители Карельской АССР, заключённые Беломорско-Балтийского лагеря, а также люди из самого многочисленного «первого этапа» Соловецкого лагеря. Благодаря последнему факту Сандармох приобрёл международное значение, поскольку в Соловецком лагере узниками были многие известные люди: деятели культуры, учёные, лидеры политических, национальных и религиозных движений.
В 2010-х годах Сандармох стал причиной конфликта между «Мемориалом», с одной стороны, и Российским военно-историческим обществом с властями, с другой. Попытки доказать, что в урочище могут находиться захоронения времён Второй мировой войны, были расценены «Мемориалом» и многими наблюдателями как стремление переписать историю и замолчать тему государственного террора в СССР.

## История убийств

### Большой террор в Карелии
Период политических репрессий в СССР с начала 1937 года по конец 1938 года вошёл в историю как «Большой террор». Этот термин охватывает целый ряд спецопераций НКВД, в результате которых по всей территории страны репрессиям подверглись сотни тысяч людей, многие из которых были убиты. Руководство этой кампанией официально осуществлял нарком Николай Ежов, однако фактическим инициатором был Иосиф Сталин.
Одной из основных спецопераций Большого террора была «кулацкая». Она была инициирована приказом НКВД СССР № 00447 от 30 июля 1937 года. Согласно ему, репрессированию подлежали «бывшие кулаки, уголовники и другие антисоветские элементы», причём количество приговоров к смертной казни и тюремному заключению определялась предписанными московским руководством так называемыми «лимитами». Эти репрессии как «борьба с внутренней контрреволюцией» курировались четвёртым отделом ГУГБ НКВД. При этом пытки и фальсификации в ходе «следствия» были рутинной практикой. Для реализации спецоперации в каждом регионе учреждался особый внесудебный орган — «тройка». В её состав включались секретарь обкома, региональные руководители НКВД и прокуратуры. Именно этот орган выносил приговоры. Делая это формально и заочно, он мог рассматривать сотни дел в один день. При этом самим жертвам приговор к смерти не сообщался. В «тройку» Карельской АССР входили секретарь обкома Пётр Ирклис (затем последовательно Михаил Никольский, Михаил Леонинок, Николай Иванов, Геннадий Куприянов), республиканский нарком внутренних дел Карл Тенисон (периодически замещаемый Александром Солоницыным, затем его сменил Степан Матузенко) и прокурор Георгий Михайлович. Смена состава происходила из-за репрессирования самих членов «тройки». Масштабы репрессий также определило наличие в республике крупнейшего советского лагерного комплекса ГУЛАГа — Белбалтлага. Расправа над его узниками и спецпоселенцами осуществлялась согласно директивам НКВД № 409 и № 38671. Следствие по делам заключённых вообще не велось, они рассматривались «тройкой» по справкам-представлению лагерного начальства.
Территория Карельской АССР (а также карельских частей Ленинградской и Мурманской областей) граничила с Финляндией, с которой местные жители республики имели давние и тесные связи. В этом регионе также проживало большое количество иностранцев (прежде всего финских иммигрантов из Европы и Америки). Поэтому, помимо основной «кулацкой», большое значение в Карелии приобрели «национальные операции» НКВД. В первую очередь, но не только, это касалось финнов и карелов. Хотя официально «финская линия» московским руководством была открыта только в декабре 1937 года в рамках «латышской», однако фактически она разрабатывалась уже с лета. Эти репрессии как «борьба со шпионажем» курировалась третьим отделом ГУГБ НКВД, при этом в рамках приказа № 00447 они часто становились и делами четвёртого. «Национальные» дела рассматривались в «альбомном порядке»: на каждого арестованного создавалась краткая справка с предложением о приговоре, такие справки сшивались в альбомы, которые подписывались местными руководителями НКВД и прокуратуры и направлялись в Москву, где они рассматривались выносившей окончательное решение «двойкой» в составе наркома НКВД Николая Ежова и генпрокурора Андрея Вышинского. Такая переписка сильно тормозила процесс репрессий. В результате осенью 1938 года по приказу НКВД № 00606 для завершения «национальных» операций были созданы «особые тройки», выносившие приговоры без непосредственного визирования Москвы. В Карельской АССР в неё вошли секретарь обкома Геннадий Куприянов, нарком Степан Матузенко и прокурор Георгий Михайлович.
Большой террор проходил на территории республики с особой жестокостью. Всего в Карелии было осуждено более 12 тысяч человек, из них более 11 тысяч — казнено. Такой процент приговорённых к высшей мере наказания (порядка 87 %) значительно превышал средний по стране (50 %). Тысячи человек подверглись принудительному переселению. Количество репрессированных составило 2,2—2,5 % от населения республики, что стало одним из самых высоких показателей по стране (в среднем в СССР это было 0,8 %). Доля репрессированных финнов была беспрецедентно высокой и составила от 21,4 до 33,4 % от общего финского населения. Исследователи отмечают, что точное количество жертв Большого террора в Карелии до сих пор остаётся неизвестным из-за путаницы в документах госорганов и отсутствия некоторых из них. Этот вопрос остаётся актуальным предметом изучения, в результате которого цифры, как предполагается, могут увеличиться.
Особенностью оформления убийств в Карелии было то, что (в отличие от большинства других регионов) в рапортах об исполнении приводились данные о районе казней — указывался ближайший населённый пункт. Окрестности Медвежьей горы (ныне Медвежьегорск) стали местом одних из самых массовых расстрелов. Это было обусловлено с одной стороны тем, что этот посёлок являлся «столицей» Белбалтлага, а с другой тем, что в нём работала «стальная бригада» НКВД во главе с Николаем Тидором, специально созданная для проведения «следствия» по «финской линии»; кроме того, местное отделение занималось всеми северными районами республики. Согласно выводам исследователей, Сандармох был основным расстрельным полигоном около Медвежьегорска. Единственное исключение зафиксировано для казней, совершённых 11 августа 1937 года. Расстрелы проходили с 11 августа 1937 по 27 ноября 1938 года. Всего, по подсчётам исследователей, палачами НКВД в Сандармохе были убиты 5130 заключённых Белбалтлага, карельских жителей и спецпоселенцев. Согласно документам непосредственно расстрелы исполняли И. А. Бондаренко, А. Ф. Шондыш, П. Ф. Александров, П. П. Долинский, а также Воронков, Зайцев, Ивашкевич, Коновалов, Медведев, Пушкин, Сестринский, Татарский и Травин.

### Операция по «разгрузке» Соловецкого лагеря

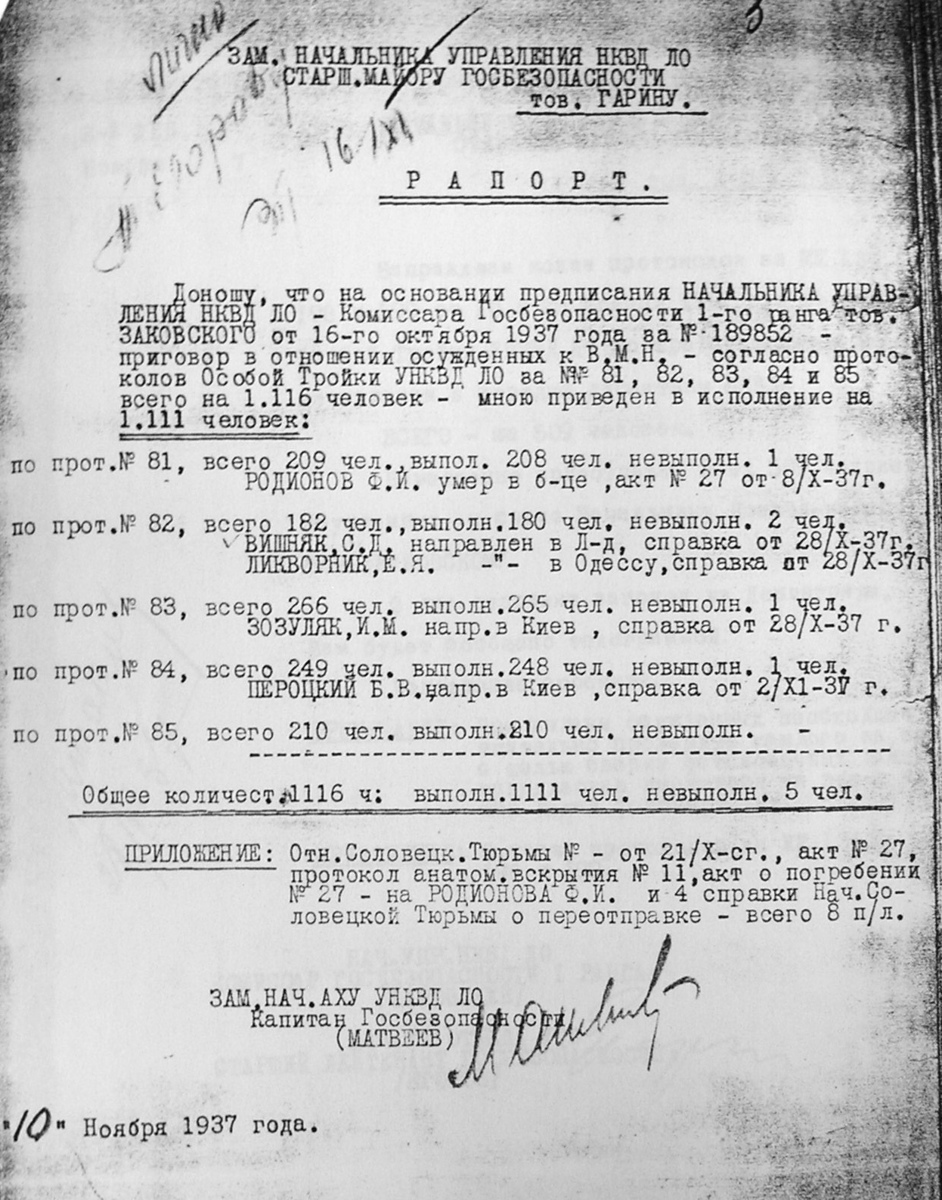
Рапорт М. Р. Матвеева о расстреле.

Помимо собственно жителей Карелии, осенью 1937 года в Сандармохе были казнены 1111 человек из «первого этапа» Соловецкого лагеря.
11 августа 1937 года начальник десятого отдела ГУГБ НКВД Яков Вейншток разослал телеграфный запрос начальникам тюрем НКВД с требованием предоставить списки заключённых, «замеченных в контрреволюционной деятельности в тюрьме». 16 августа он направил телеграмму заместителю начальника Соловецкой тюрьмы Петру Раевскому, в которой извещал о начале подготовки «разгрузки Соловков от наиболее опасного состава в пределах 1200 человек». 19 августа в тюрьму поступила директива главы НКВД Н. И. Ежова № 59190, согласно которой с 25 августа по 25 октября по приговору «тройки» должны были быть расстреляны 1200 человек. В конце августа — начале октября начальник тюрьмы Иван Апетер, его заместитель Пётр Раевский и прикомандированный из 10-го отдела Всеволод Круковский подготавливали дела для рассмотрения «тройкой».
В этих делах в роли обвинительного заключения выступала справка за подписью Апетера. В ней указывались имя заключённого, сведения о судимости, категоризация («злостный троцкист», «церковник», «украинский национал-уклонист», «белый офицер» и т. д.), далее следовало типовое обвинение, например, «в заключении „имя“ продолжает оставаться врагом советской власти» или «…вынашивает антисоветские настроения». Иногда эта фраза дополнялась одним-двумя примерами «антисоветских высказываний». В эти дела также вкладывались донесения осведомителей, иногда — характеристики, которые когда-либо составлялись на узника в оперчекотделе и какие-нибудь иные документы из личного дела, приобщавшиеся, вероятно, произвольным образом. При этом всё делалось так, чтобы заключённые до самого расстрела не знали о своей судьбе: им не сообщали ни об открытии дела, ни о проведении «следствия», ни о его окончании, ни о передаче на рассмотрение «тройкой», ни о приговоре.
С 9 по 14 октября 1937 года ленинградская «тройка» (Соловецкая тюрьма находилась в подчинении НКВД по Ленобласти) в составе начальника НКВД Леонида Заковского, его заместителя Владимира Гарина и областного прокурора Бориса Позерна вынесла 1116 смертных приговоров, рассматривая около 200 дел в день. Приговоры по оставшимся 84 делам, которые, вероятно, не успели подготовить вовремя, были вынесены 10 ноября. Один из 1116 приговорённых умер в лагере до отправки, четверо были по ордерам НКВД этапированы в другие места. Для исполнения казней из Ленинграда в Карелию была командирована группа сотрудников НКВД во главе с капитаном госбезопасности Михаилом Матвеевым.
В конце октября приговорённые к расстрелу были переданы команде Матвеева, после чего погружены на паром и переправлены в Кемь, откуда железной дорогой их этапировали в посёлок Медвежью гору (Медгору). НКВД разместило 1111 узников в местном изоляторе Белбалтлага, рассчитанном на 300 человек. Расстрелы производились в соответствии с протоколами «тройки» — по одному-двум протоколам в день: 27 октября, 1, 2, 3 и 4 ноября. Заключённых малыми группами по 3—5 рейсов в день вывозили на двух грузовых автомобилях на место казни в 19 километрах от посёлка. Предварительно в изоляторе в специальном помещении их жестоко избивали и связывали, при этом часть узников была убита ещё в ходе этих побоев. В первый день расстрелов один из заключённых попытался напасть на конвой с ножом. После этого эпизода узников в изоляторе также стали раздевать до нижнего белья. Доставленных в урочище заключённых заставляли рыть большие ямы глубиной выше человеческого роста. После этого палачи НКВД приказывали им ложиться в них вниз лицом и убивали их выстрелом из револьвера в затылок. В одной яме людей укладывали в несколько слоёв. Согласно документам, непосредственными палачами были Михаил Матвеев и Георгий Алафер.

### Жертвы
Сандармох является одним из самых больших, хорошо обустроенных и известных некрополей жертв сталинских репрессий. По подсчётам исследователей в Сандармохе были расстреляны 6241 человек различной национальности, вероисповедания, гражданства, социального положения и политических взглядов (см. разделы выше).
Среди убитых в Сандармохе были советские политические и общественные деятели, такие как Адам Семашко и Георгий Шкловский. Здесь были казнены многие представители культуры, например, искусствовед Александр Анисимов, литературные критики Анна Бескина и Евгения Мустангова, поэт Валентин Вартанов, писатель Леонид Грабарь-Шполянский, литературовед Михаил Майзель, учёные Алексей Вангенгейм, Николай Виноградов, Николай Дурново, Иван Дуров, Исаак Троцкий. В Сандармохе были расстреляны бывшие царские офицеры и общественные деятели, такие как Яссе Андроников, Емельян Волох, Анатолий Гольм, Александр Бобрищев-Пушкин. Здесь были казнены многие религиозные деятели, например, епископы Русской православной церкви Аввакум (Боровков), Алексий (Буй), Афанасий (Молчановский), Дамиан (Воскресенский), Никифор (Ефимов), Пётр (Руднев), Синезий (Зарубин), священник Анатолий Жураковский, обновленческий епископ Евгений Аметистов, католические священники Пётр Вейгель, Алоизий Каппес, католическая деятельница Камилла Крушельницкая; представители различных национальных меньшинств, среди которых были черкеский писатель Халид Абуков, удмуртский поэт Кузебай Герд, татарские общественные деятели Кашаф Мухтаров и Исмаил Фирдевс, вепский политический деятель Константин Полин, карельский поэт Николай Хрисанфов, казацкий поэт Михаил Скачков, белорусские общественные деятели Павел Волошин и Иосиф Мамонько, художник немецкого происхождения Василий Гельмерсен. В Сандармохе было убито большое количество представителей украинской национальной элиты, среди них политические и общественные деятели Михаил Авдиенко, Александр Бадан-Яворенко, Михаил Баран, Сергей Викул, Сергей Грушевский, Василий Дидушок, Мирон Заячковский, Клим Коник, Михаил Лозинский, Николай Любинский, Юрий Озерский, Михаил Полоз, Василий Сирко, Иван Сияк, Николай Сияк, Владимир Чеховский, а также деятели культуры и писатели Василий Атаманюк, Марк Вороной, Николай Зеров, Мирослав Ирчан, Михаил Козорис, Антон Крушельницкий, Николай Кулиш, Лесь Курбас, Андрей Панив, Валерьян Пидмогильный, Валериан Полищук, Клим Полищук, Степан Рудницкий, Олекса Слисаренко, Павел Филипович, Евгений Черняк, Владимир Штангей, Георгий Эпик, Матвей Яворский, Михаил Яловой.

Емельян Волох
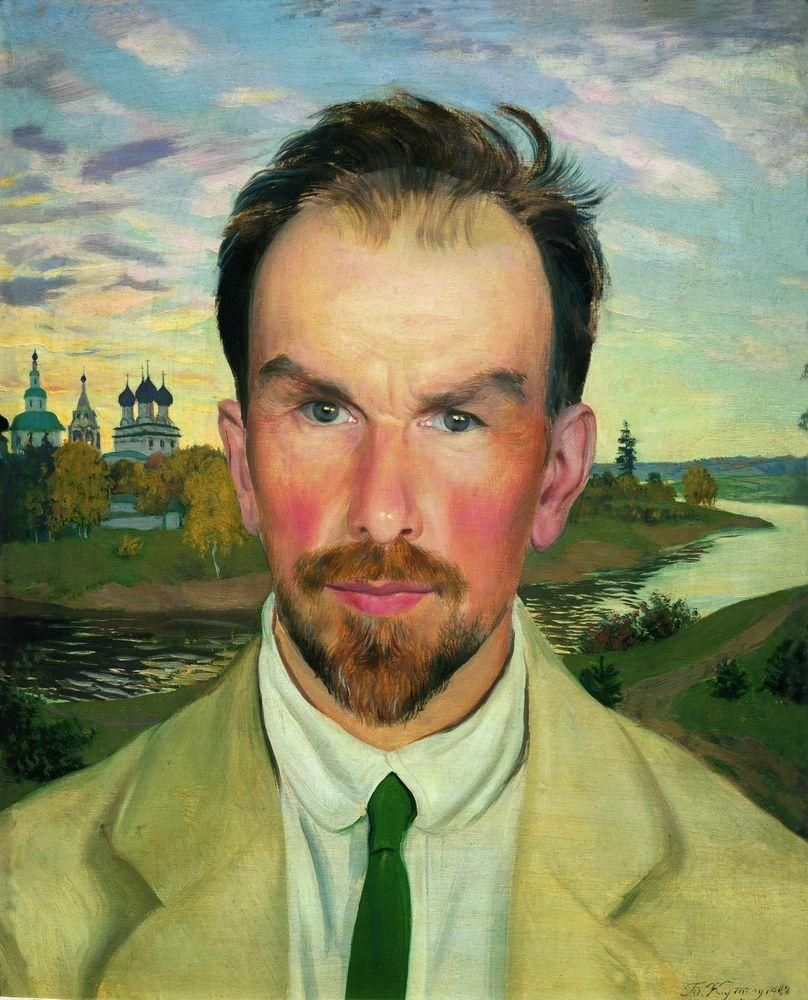
Александр Анисимов
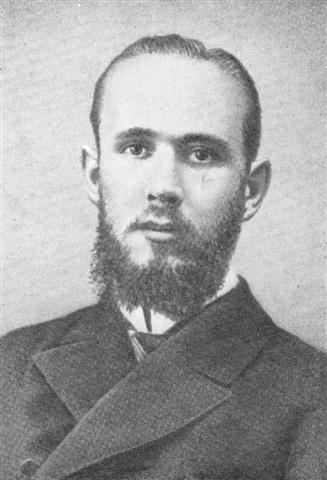
Николай Дурново
Камилла Крушельницкая
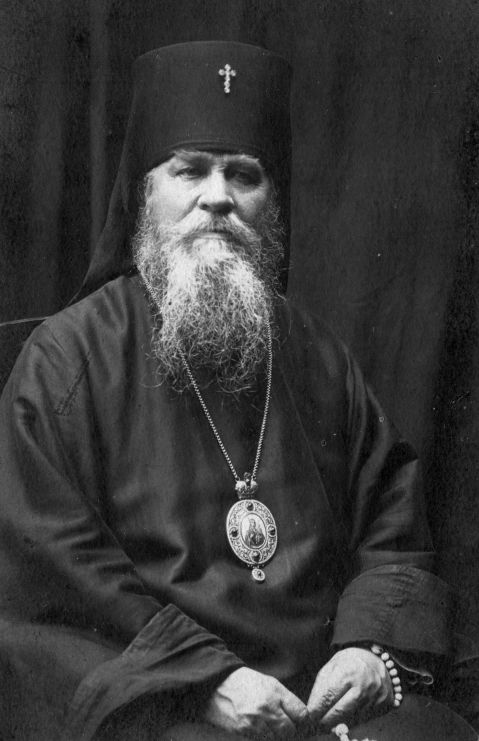
Епископ Дамиан
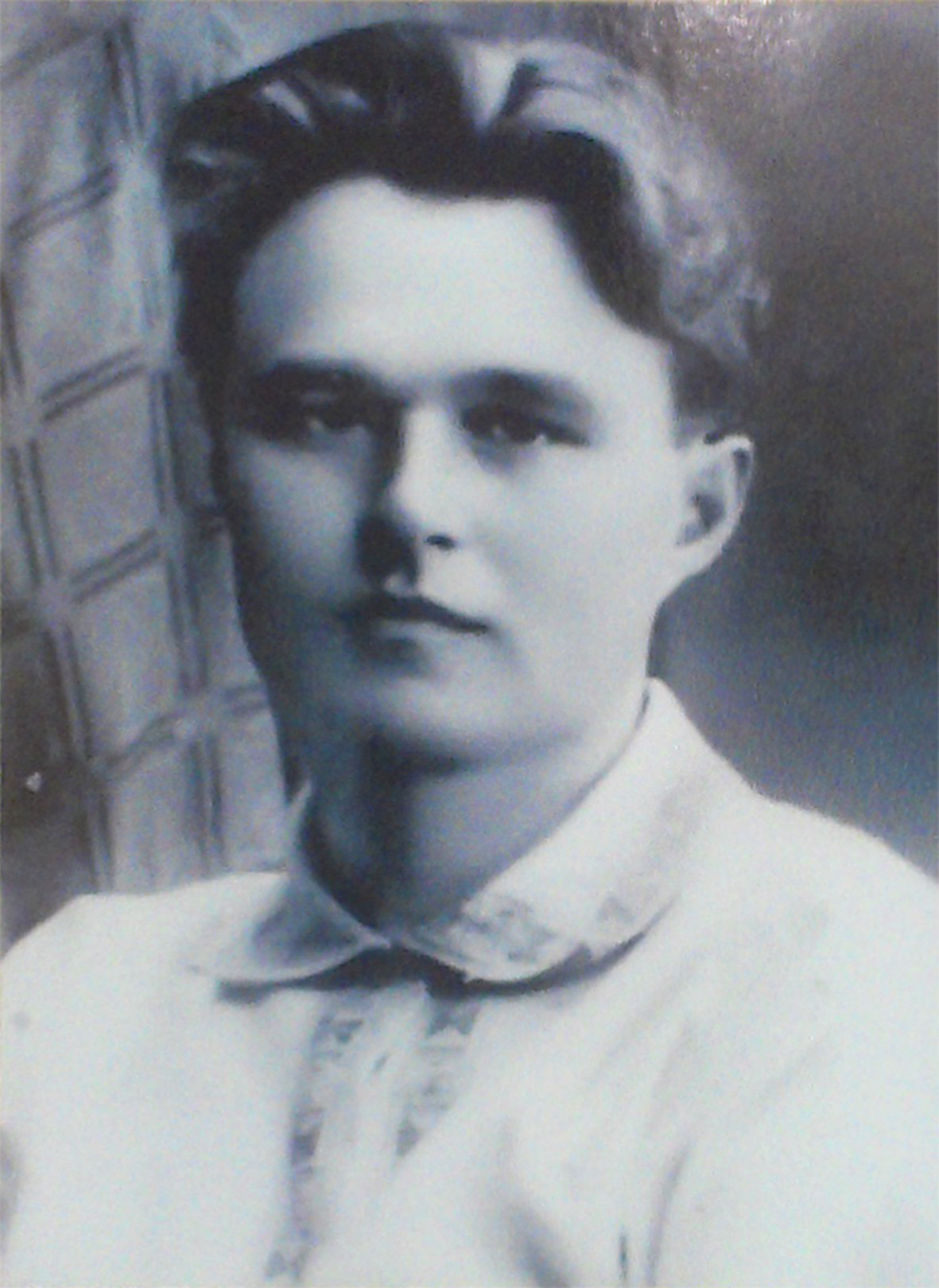
Сергей Грушевский
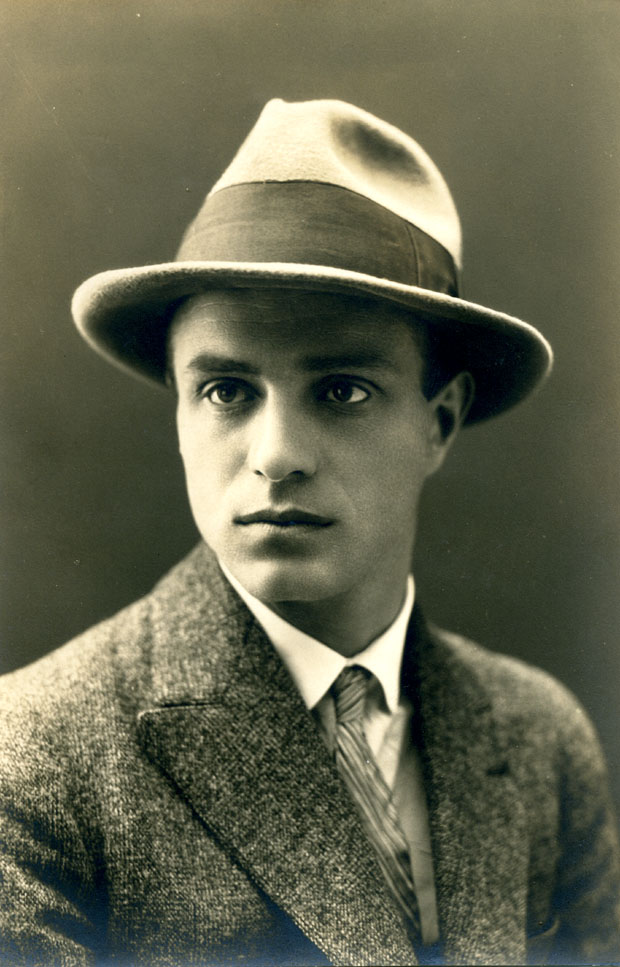
Мирослав Ирчан

## История поисков захоронения

### Контекст
Судьбы убитых во время сталинского Большого террора в 1937—1938 годах долгое время являлись государственной тайной. Изначально близким арестованных при обращении отвечали, что они «не числятся» в данной тюрьме или органе НКВД. С 1939 года родным сообщали о приговоре к «10 годам без права переписки», а с конца 1945 года — о смерти в заключении по естественным причинам. Несмотря ни на что, родные продолжали интересоваться судьбой пропавших, собирая свидетельства и слухи и постепенно убеждаясь в их трагической гибели. В 1963 году власти разрешили в ответ на запросы сообщать о расстрелах приговорённых «тройками» и «двойками», но только если ранее родным не выдавались фальшивые справки о смерти. Это ограничение было снято только с 1988 года.
Однако места убийств и захоронений были и остаются государственной тайной. Даже в актах о приведении приговора в исполнение они, как правило, не указывались. По состоянию на конец 2019 года список этих мест официально не опубликован. По предположению историков, документы об этом могли быть утеряны или уничтожены.

### Ранние поиски
В конце 1980-х годов по всей стране начали возникать поисковые группы мест захоронений. Их формировали родственники, историки, краеведы и журналисты. В Петрозаводске к 1990 году по инициативе полковника Ивана Чухина возникло региональное общество «Мемориал». К середине 1990-х годов он составил списки казней Большого террора в Карелии по приговорам карельской «тройки», московской «двойки» по Карелии и «особой тройки» Карелии для завершения «национальных» операций. В его таблицах впервые были обозначены приблизительные районы расстрелов, которые, в отличие от абсолютного большинства других регионов СССР, фигурировали в рапортах об исполнении приговоров. По этим данным, 3479 человек были убиты в районе Медвежьей горы (Медгоры). После гибели Чухина весной 1997 года его помощник Юрий Дмитриев продолжил работу. Он начал поиск конкретных мест захоронений, в частности в районе Медгоры. В одном из актов о приведении в исполнение приговоров, вынесенных на самом первом заседании «тройки» по Карельской АССР 7 августа 1937 года, Дмитриев обнаружил указание о захоронении «в 500 метрах юго-западной стороны Чебинского тракта на 10-м км от станции Медгора». Однако поиски в районе указанного места не увенчались успехом.
С конца 1980-х годов ленинградский «Мемориал» пытался узнать судьбу бесследно исчезнувших в 1937 году узников Соловецкого лагеря. На тот момент было известно, что заключённых погрузили на баржи, но дальнейший их путь оставался тайной. До 1990-х годов существовал слух, что людей утопили в Белом море. В 1994 году были обнаружены копии протоколов № 81—85, 134, 198, 199, 303 особой «тройки» по Ленинградской области, из которых стало ясно, что операция по массовому уничтожению узников прошла в три этапа: 1111 человек было расстреляно с 27 октября по 4 ноября 1937 года, 509 — с 8 по 10 декабря, 198 — не позднее 20 февраля 1938 года. В 1995 году Вениамин Иофе и Ирина Флиге начали поиски могил «первого этапа». Они предположили, что казни произошли в Кеми, поскольку это ближайший к Соловкам материковый порт, где находился пересыльный лагерь, в который в 1937 году командировали палача Михаила Матвеева. При этом в 1995 году при карьерных работах в районе 6-го километра Ухтинского тракта уже было обнаружено захоронение 22 человек. В ходе поисков в 1996 году на этом месте Иофе и Флиге не нашли новых останков, однако в архиве ФСБ Карелии они обнаружили документы Кемского НКВД, из которых следовало, что в августе 1937 года расстрелы в Кеми были прекращены из-за опасности их «расконспирирования».
В 1996 году вышла беллетризованная книга начальника пресс-службы УФСБ полковника Евгения Лукина «На палачах крови нет», из которой Вениамин Иофе и Ирина Флиге узнали, что палач Михаил Матвеев в 1938 году был арестован и осуждён и что это каким-то образом связано с расстрелом соловецких узников. Они обратились в архив УФСБ Санкт-Петербурга с требованием предоставить документы, на основании которых Лукин написал свою книгу. Им было отказано со ссылкой на секретность, но сообщено, что само уголовное дело Матвеева находится в архиве УФСБ Карелии. По ходатайству депутата Госдумы Валерия Борщёва Иофе и Флиге смогли частично с ним ознакомиться. Это стало поворотным пунктом в поисках пропавших узников. Из этого дела исследователи узнали, что расстрелы проходили в 16 километрах от посёлка Медвежья гора «в обычном месте исполнения приговоров над заключёнными Белбалтлага», куда по дороге через Пиндуши жертвы доставлялись на автомашинах из изолятора в Медвежьей горе.

### Поисковая экспедиция
По результатам открытия осенью 1996 года санкт-петербургский «Мемориал» стал готовить поисковую экспедицию. Вениамин Иофе написал в районную администрацию письмо с просьбой содействия в поисках мест захоронения и сборе свидетельств жителей Медвежьегорского района. В результате журналистка и краевед Надежда Ермолович выяснила, что, согласно ряду рассказов местных жителей, в районе заброшенного песчаного карьера между Пиндушами и Повенецом в сталинское время действительно было место массовых расстрелов. В апреле 1997 года Иофе и Флиге отправились в Медвежьегорск для подготовки полевых работ, однако обнаружили песчано-гравийный карьер в 19 километрах от города. В ходе уточнений в архиве выяснилось, что 16-й километр от Медвежьегорска после реконструкции дороги в 1950-х годах соответствует современному 19-му, тогда же песчаный карьер начал вырабатываться вновь, а его границы были значительно расширены. При этом нетронутым остался лишь небольшой участок. На нём исследователи и решили начать поиски 1 июля. В июне во время работы в архиве УФСБ Карелии Иофе и Флиге случайно встретились с Дмитриевым, обменялись своими данными и решили провести экспедицию совместно.
1 июля экспедиция приступила к шурфовке предполагаемого места захоронения в старой части карьера. По договорённости с местной администрацией в земляных работах исследователям помогала группа солдат. Однако все выполненные пробы грунта дали отрицательный результат, не показав нарушения почвенных слоёв. Было решено проверить весь периметр карьера. Юрий Дмитриев в это время отправился на исследование окрестностей и довольно быстро обнаружил в 500 метрах от карьера в сосновом бору место со множеством характерных квадратных проседаний почвы размером 4 на 4 метра и примерно 20 сантиметров глубиной. При раскопке на новом месте на глубине 2 метров были обнаружены человеческие останки. После этого исследователями были вызваны представители местной прокуратуры и составлено заявление об обнаружении массового захоронения казнённых с просьбой возбудить по этому поводу уголовное дело. Судебно-медицинская экспертиза установила, что давность останков составляет более 50 лет, а смерть наступила в результате выстрела в затылок. Однако в конечном итоге прокуратура в возбуждении уголовного дела отказала, сославшись на давность.
По предложению Вениамина Иофе место расстрела было названо Сандормох — так на старых картах назывался располагавшийся поблизости заброшенный хутор. В последующие дни поисковых работ было выявлено и промаркировано 150 расстрельных ям (позднее их количество выросло до 236), а также обозначены границы территории захоронения. При этом вокруг неё была обнаружена круговая дорога, на которой, вероятно, расставлялись конвой и охрана во время убийств.

## Создание мемориала
Уже 14 августа 1997 года состоялось специальное совещание Правительства Республики Карелия, на котором Вениамин Иофе предложил создать мемориальное кладбище на месте обнаруженного массового захоронения. В результате эта идея была одобрена, и 29 сентября председатель правительства издал соответствующее постановление.
Осенью от шоссе «Медвежьегорск—Повенец» к месту захоронения была проведена дорога, а саму его территорию очистили и огородили. По проекту художника Владимира Попова было выполнено художественное оформление урочища — на месте расстрельных ям и в пространственно значимых точках установили столбики-голубцы. По проекту архитектора Эрнста Воскресенского была срублена часовня святого Георгия Победоносца.
27 октября, в день 60-летия начала убийств людей из первого соловецкого этапа, состоялось официальное открытие мемориального кладбища. На церемонии присутствовали представители национальных общин и государств: делегации Карелии, Татарстана и Удмуртии, посол Украины, члены генконсульств Германии и Польши. Присутствовали также депутаты Государственной думы Сергей Ковалёв и Валерий Борщёв. Часовню освятил митрополит Петрозаводский и Карельский Мануил. Поминальные службы были проведены также по католическому, лютеранскому и иудейскому обрядам. По приглашению «Мемориала» на открытие приехало 50 родственников убитых соловецких узников, а также родственники расстрелянных жителей Карелии.
В этот же день было установлено пять первых «групповых» памятников Сандармоха:
1. по инициативе «Мемориала» был открыт гранитный валун («Соловецкий камень») с надписью: «Здесь с 27 октября по 4 ноября 1937 г. были расстреляны 1111 заключённых Соловецкой тюрьмы»,
2. был установлен православный поклонный крест, около которого провели панихиду по убитым священнослужителям,
3. украинская делегация поставила памятный крест с надписью на украинском языке: «Убиенным сынам Украины»,
4. польская делегация воздвигла католический памятный крест с надписью на двух языках: «К 60-летию. Соловецким узникам-полякам и священникам, которые нашли место вечного покоя на этой земле. 27.10.1997. Соотечественники»,
5. по инициативе Юрия Дмитриева был открыт закладной камень с надпись: «Здесь будет установлен памятник жертвам политических репрессий 1937—1938 гг.».

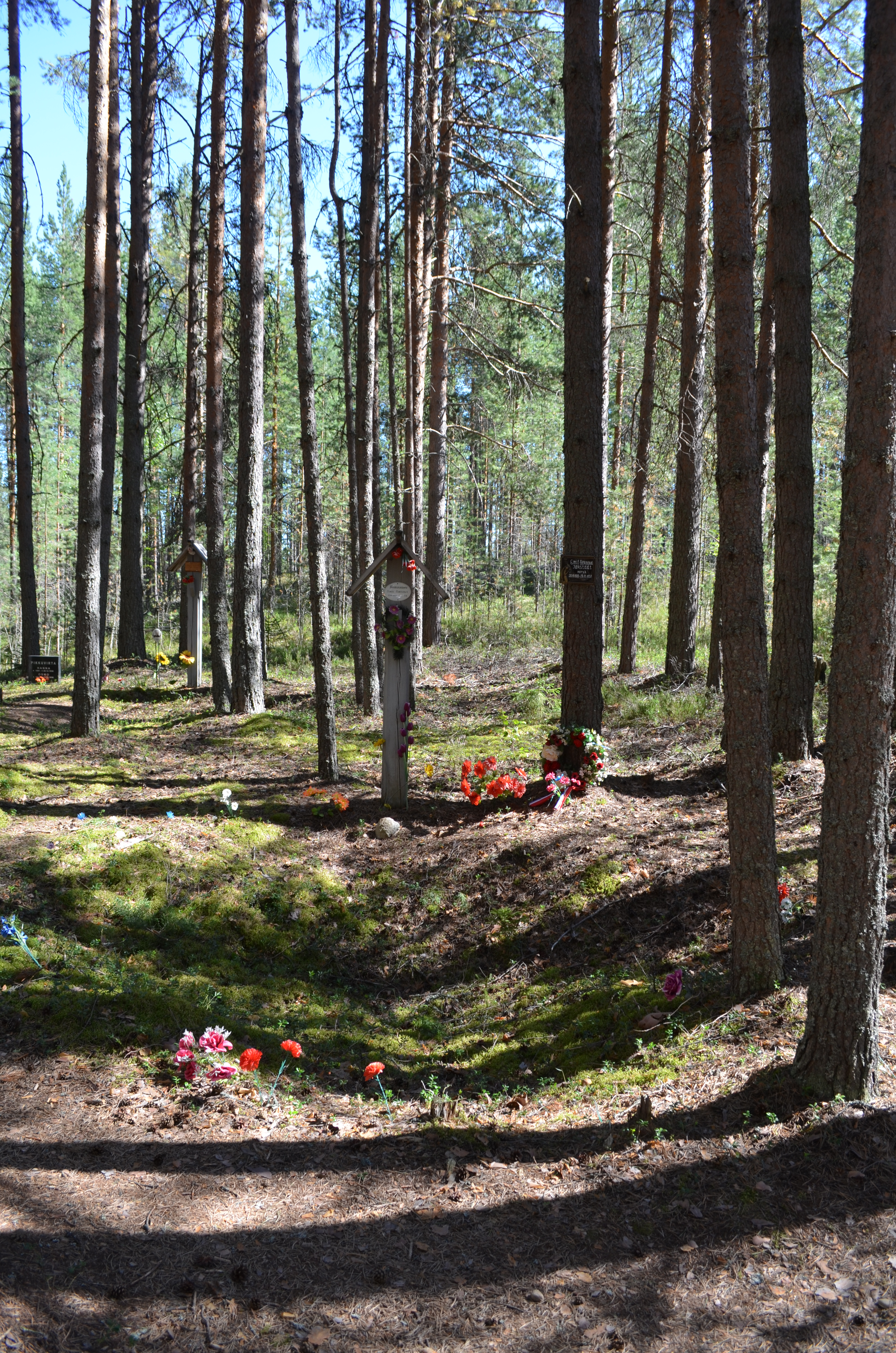
Столб-голубец. Цветами обозначены границы расстрельной ямы
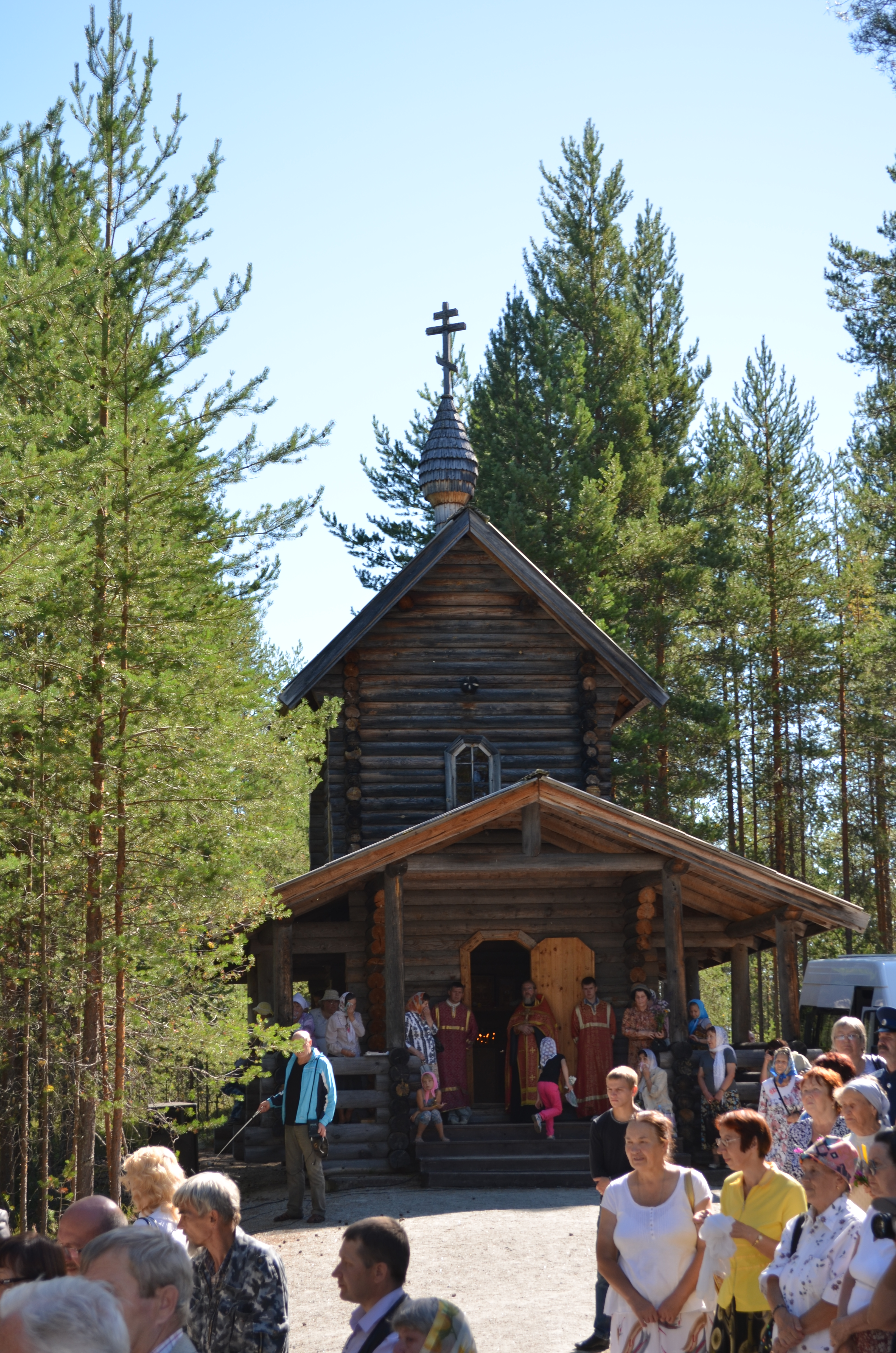
Служба у часовни святого Георгия Победоносца
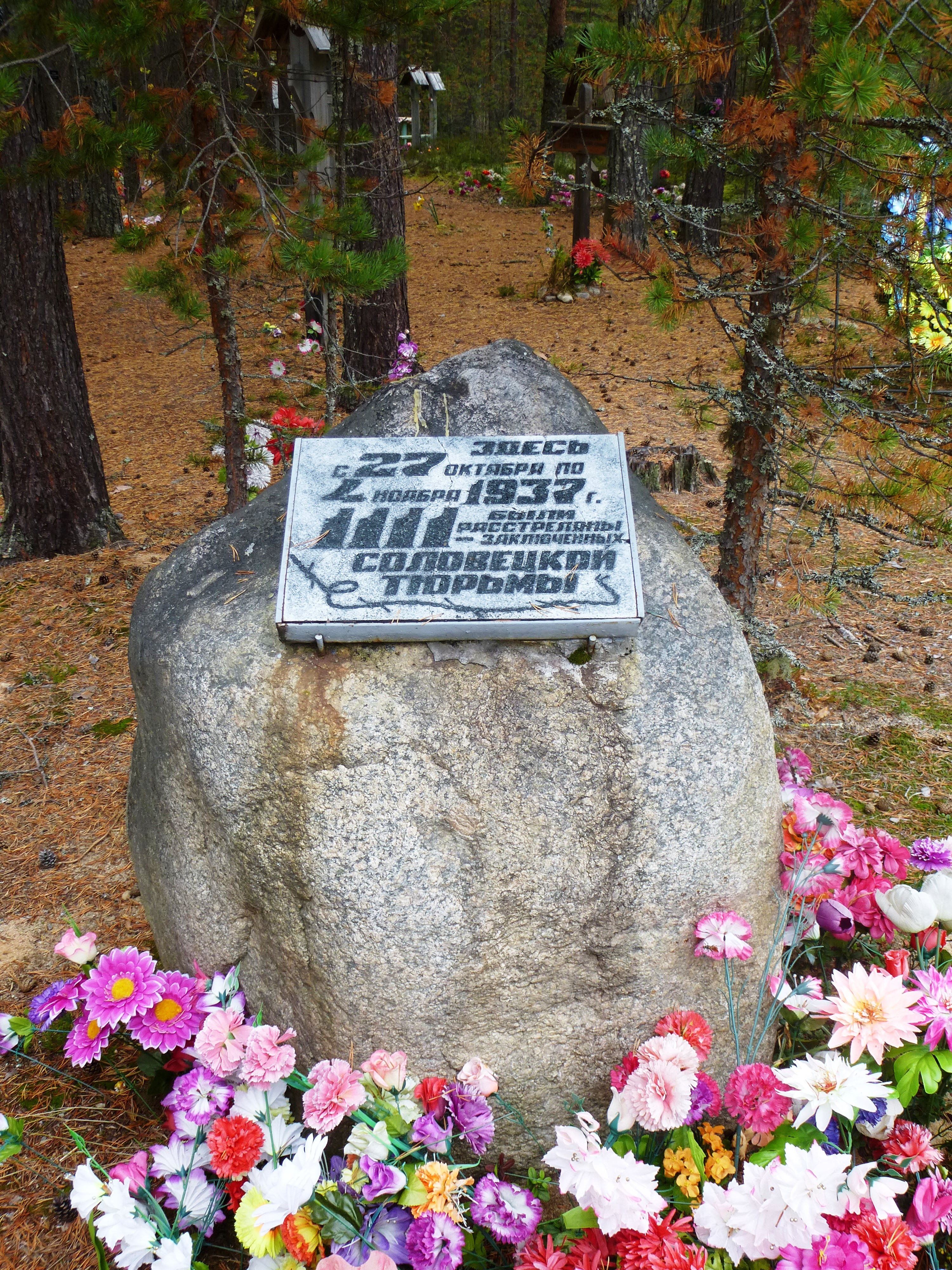
Камень-памятник Соловецкому этапу
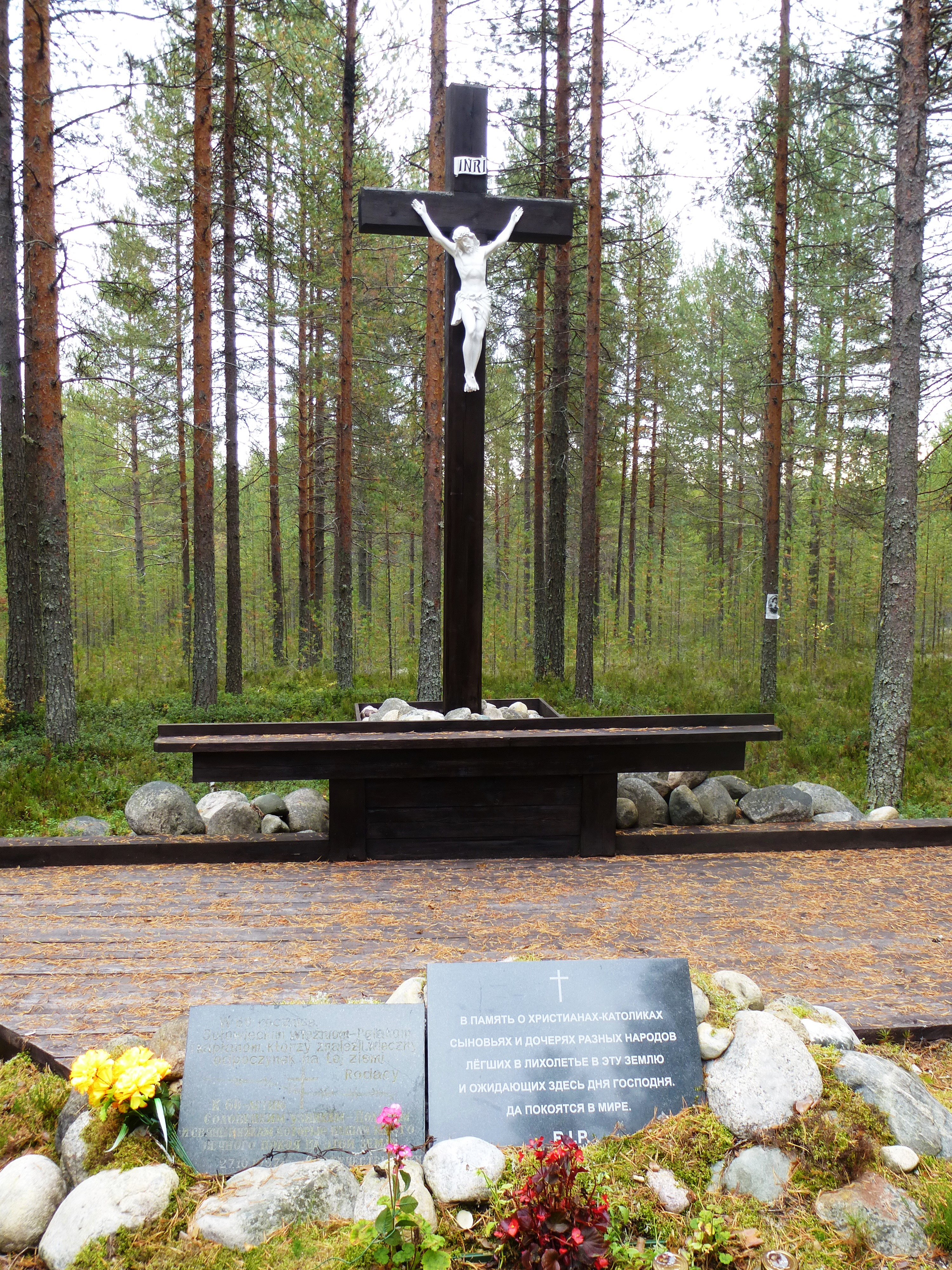
Католический крест
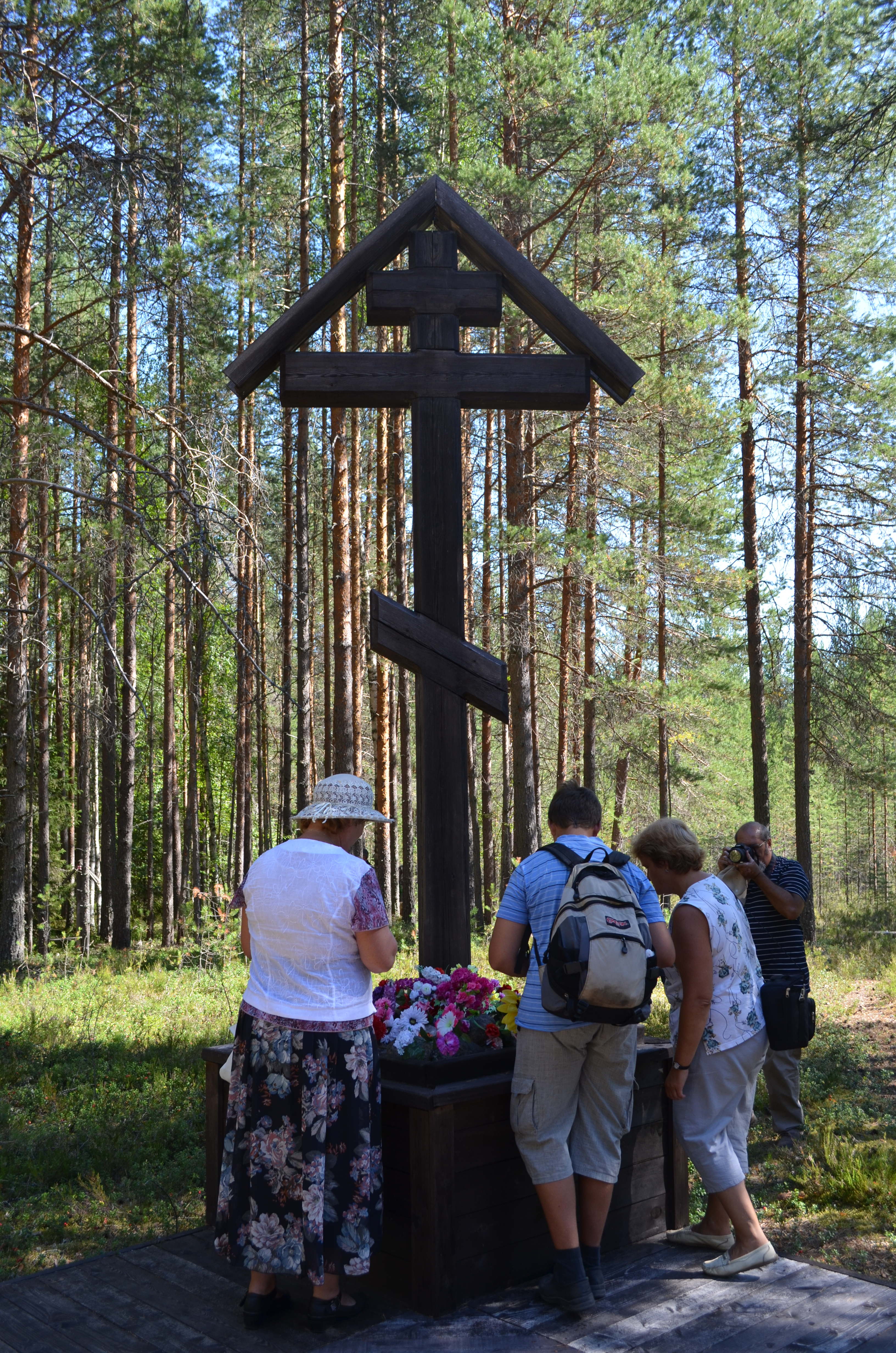
Православный крест
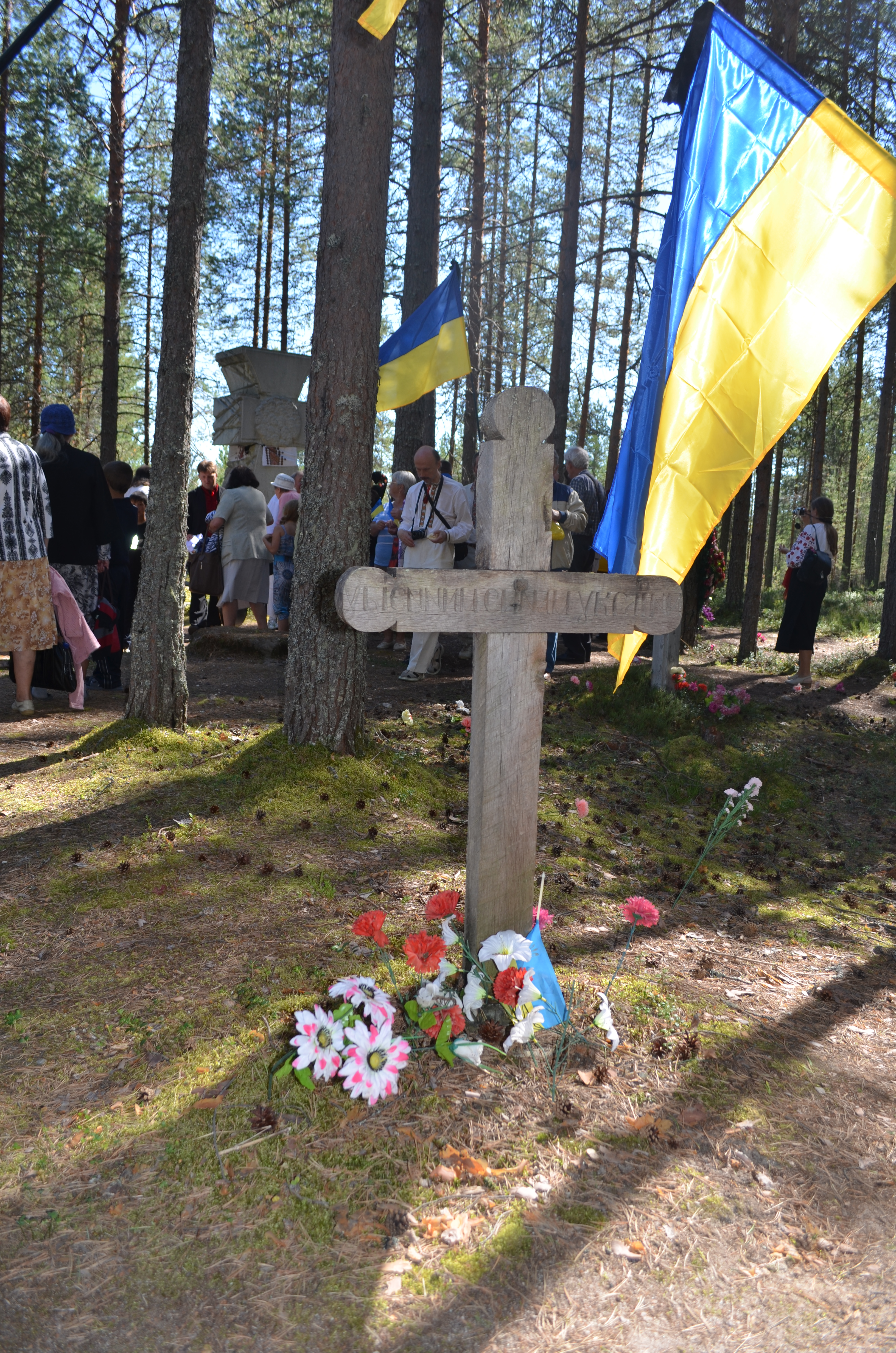
Памятный крест с надписью: «Убієнним синам України».

Кроме памятников групповой памяти в день открытия на кладбище также появились знаки личной памяти — кресты, таблички с именами, надписи на столбцах-голубцах.
После церемонии открытия на собрании представителей администрации Карелии, национальных делегаций и общественников был учреждён Международный день памяти жертв Большого террора — 5 августа. В этот день началась операция по приказу Ежова № 00447, которая стала самой кровавой акцией репрессий 1937—1938 годов.
8 августа 2000 года постановлением Правительства Карелии Сандармох был объявлен объектом культурного наследия народов России регионального значения, а его содержание возложено на Медвежьегорский районный музей.

## После 2000 года

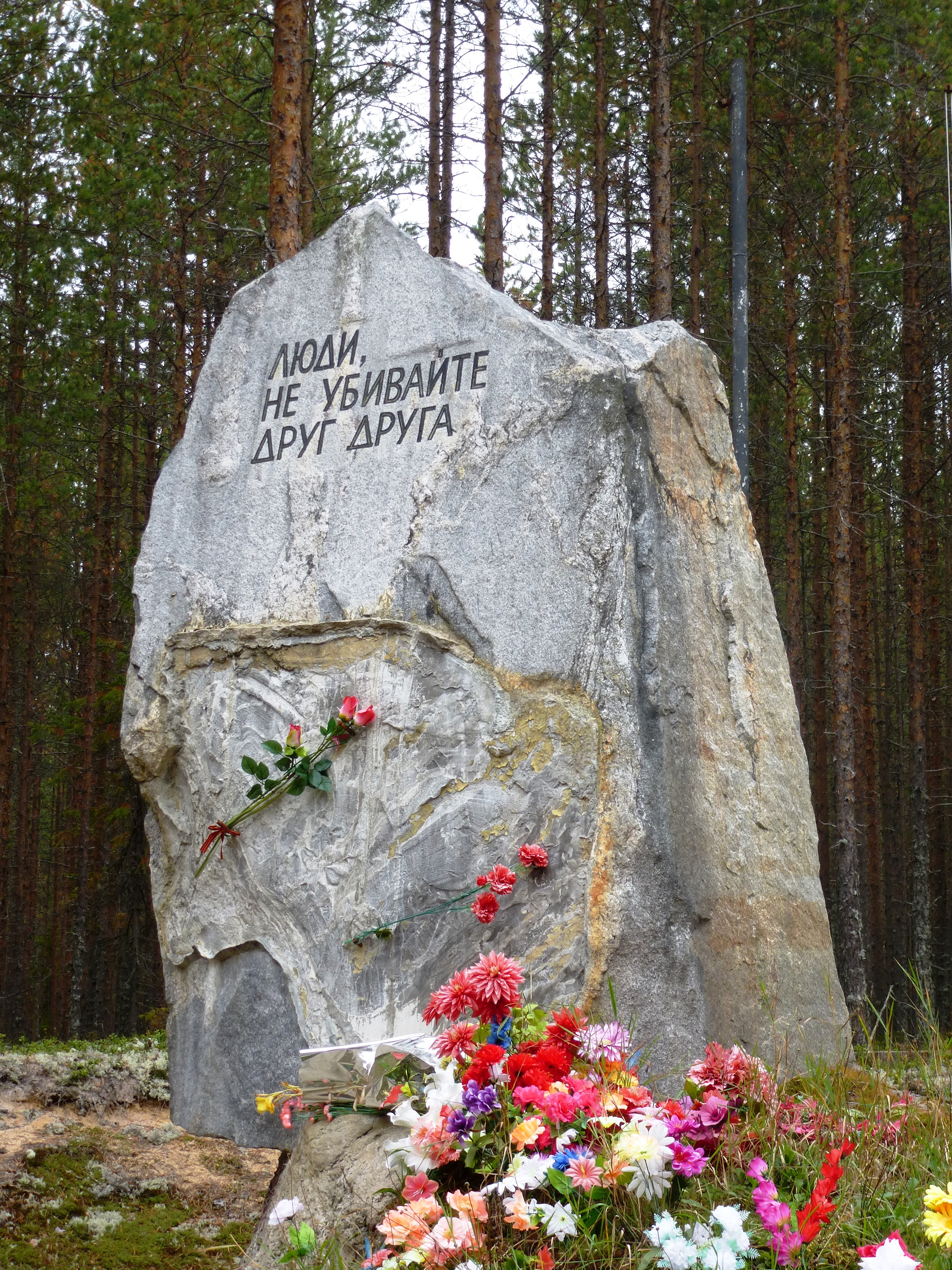
Полуразрушенный памятник.

Изначально, в результате работы петербургского «Мемориала», расследовавшего конкретный эпизод Большого террора, Сандармох стал преимущественно местом памяти узников Соловков. Чуть в меньшей степени он был местом памяти карельских жертв Большого террора, хотя со временем её удельная доля присутствия возросла и стала доминировать в мемориальном пространстве кладбища. Эти две памяти сосуществовали в нескольких парадигмах: памяти «представителей элиты» и памяти «простых людей», региональной памяти и памяти общероссийской и международной, памяти о конкретных лицах и памяти безымянных жертв. Последнее нисколько не противоречило последующей полной персонификации захоронения Сандармоха, поскольку могилы многих других жертв Большого террора, в том числе в Карелии, до сих пор так и не найдены.
В Сандармохе, как и в других подобных местах, начали возводиться различные мемориалы памяти, которые можно поделить на три группы: личные, групповые и государственные.
22 августа 1998 года на месте ранее установленного закладного камня по инициативе Юрия Дмитриева был поставлен памятник жертвам политических репрессий с барельефом «Расстрел с ангелом-хранителем» и текстом «Люди, не убивайте друг друга». Его авторами выступили художники Г. Б. Салтуп, В. С. Хазов и С. В. Плохов. В течение нескольких лет у этого памятника проходили официальные траурные церемонии. Однако в 1999 году были утрачены металлические буквы надписи, а в 2006 году и сам скульптурный барельеф. При этом ряд исследователей выступили с критикой концепции памятника, так как из него не было ясно, чему он посвящён, а его посыл предельно размыт. Летом 1999 года был открыт ещё один памятник, задуманный как информационное дополнение первого. На нём должна была быть размещена надпись: «Здесь, в урочище Сандармох, месте массовых расстрелов, с 1934 по 1941 годы убиты палачами НКВД свыше 7 тысяч ни в чём не повинных людей: жителей Карелии, заключённых и спецпоселенцев Белбалтлага, узников Соловецкой тюрьмы. Помните о нас, люди! Не убивайте друг друга!». Однако в ходе изготовления памятника мастера самовольно исключили из текста упоминание палачей НКВД. Ряд исследователей расценивают эти памятники как материализацию государственной идеологии памяти, в которой «есть трагедия, есть невинные жертвы этой трагедии, но преступления нет и преступников тоже нет». Первый памятник вскоре разрушился, он был отреставрирован только в 2020 году.
С начала 2000-х годов в Сандармохе стали появляться коллективные этнические и конфессиональные памятники. Это стало следствием осмысления так называемых «национальных операций» Большого террора, отражением национального самосознания и личностных поисков своих корней. По инициативе различных этнических и религиозных общин были установлены следующие мемориалы:
1. Памятник мусульманам. Установлен 5 августа 2003 года. Надпись на русском и арабских языках гласит: «Мир вам, о лежащие здесь верующие и мусульмане»,
2. Памятник евреям. Поставлен 14 июня 2005 года. Надпись на русском языке и иврите гласит: «Им дам Я в доме Моём и в стенах Моих память и имя, которые не изгладятся. Исайя, 56:5»,
3. Козацкий крест. Установлен 9 октября 2004 года. Посвящение на украинском языке гласит: «Убиенным сынам Украины»,
4. Эстонский памятник. Установлен 3 ноября 2007 года. Надписи на эстонском и русском языках: «Здесь покоятся эстонцы, невинные жертвы сталинских репрессий. 1937—1938»,
5. Литовский памятник. Установлен года. Надписи на литовском, русском и английском языках: «Литовцам — узникам и жертвам Гулага»,
6. Польский памятник. Установлен 26 октября 2007 года. Надписями на польском и русском языках: «Памяти поляков, невинных жертв сталинских репрессий»,
7. Карельский крест. Установлен 5 августа 2010 года. Надпись на карельском языке: «Упокой, Господи, души раб Твоих»,
8. Вайнахский памятник. Установлен 5 августа 2011 года. Надпись на ингушском и русском языках: «Невинноубиенным вайнахам (чеченцам и ингушам)»,
9. Немецкий памятник. Установлен 23 июня 2012 года. Надпись на немецком и русском языках: «Российским немцам — жертвам репрессий. Скорбим, помним… Потомки»,
10. Памятный крест жителям посёлка Чупа. Установлен 21 ноября 2012 года. Надпись гласит: «Землякам, жертвам сталинского террора. Помним, скорбим. Жители Чупинского городского поселения»,
11. Закладная плита памятника расстрелянным финнам. Установлен в июле 2014 года. Надпись на русском и финском языках: «На этом месте по инициативе Ингерманландского союза финнов Карелии будет установлен памятник невинно расстрелянным финнам»,
12. Памятный крест молдаванам. Установлен 19 июля 2015 года. Надпись на русском и молдавском языках: «В память молдаванам/румынам, жертвам политических репрессий. 29.VII.2015»,
13. Памятник казакам. Установлен 5 августа 2015 года. Надпись: «Вечная память казакам — жертвам политических репрессий. От казаков ОКО РК. Август 2015 года»,
14. Татарский памятник. Установлен 28 августа 2015 года. Надпись на русском и татарском языках: «Хәтерлибез. Помним. Памятник татарам — жертвам политических репрессий 1937—1938»,
15. Грузинский памятник. Установлен в 2016 году. Надпись: «Сынам Грузии»,
16. Марийский памятник. Установлен в августе 2016 года. Надпись: «1937—1938. Шарналташ. Вечная память. От марийского народа»,
17. Азербайджанский памятник. Установлен 30 октября 2017 года. Надпись: «Народ Азербайджана помнит и скорбит о вас. Allah size rehmet elesin [Да благословит тебя Аллах]. От общества азербайджанцев „Одлар Юрду“ („Страна огней“)».

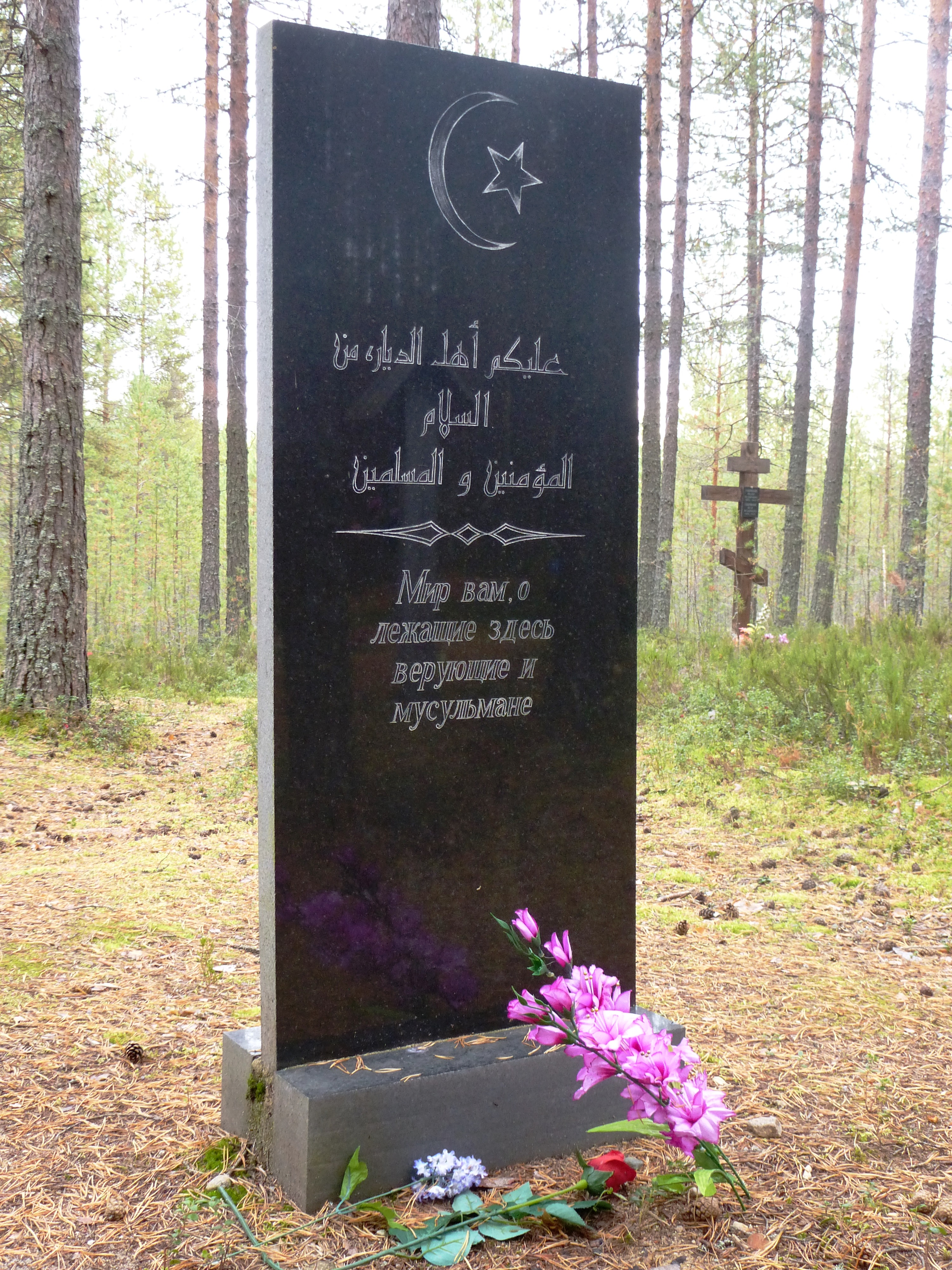
Памятник мусульманам
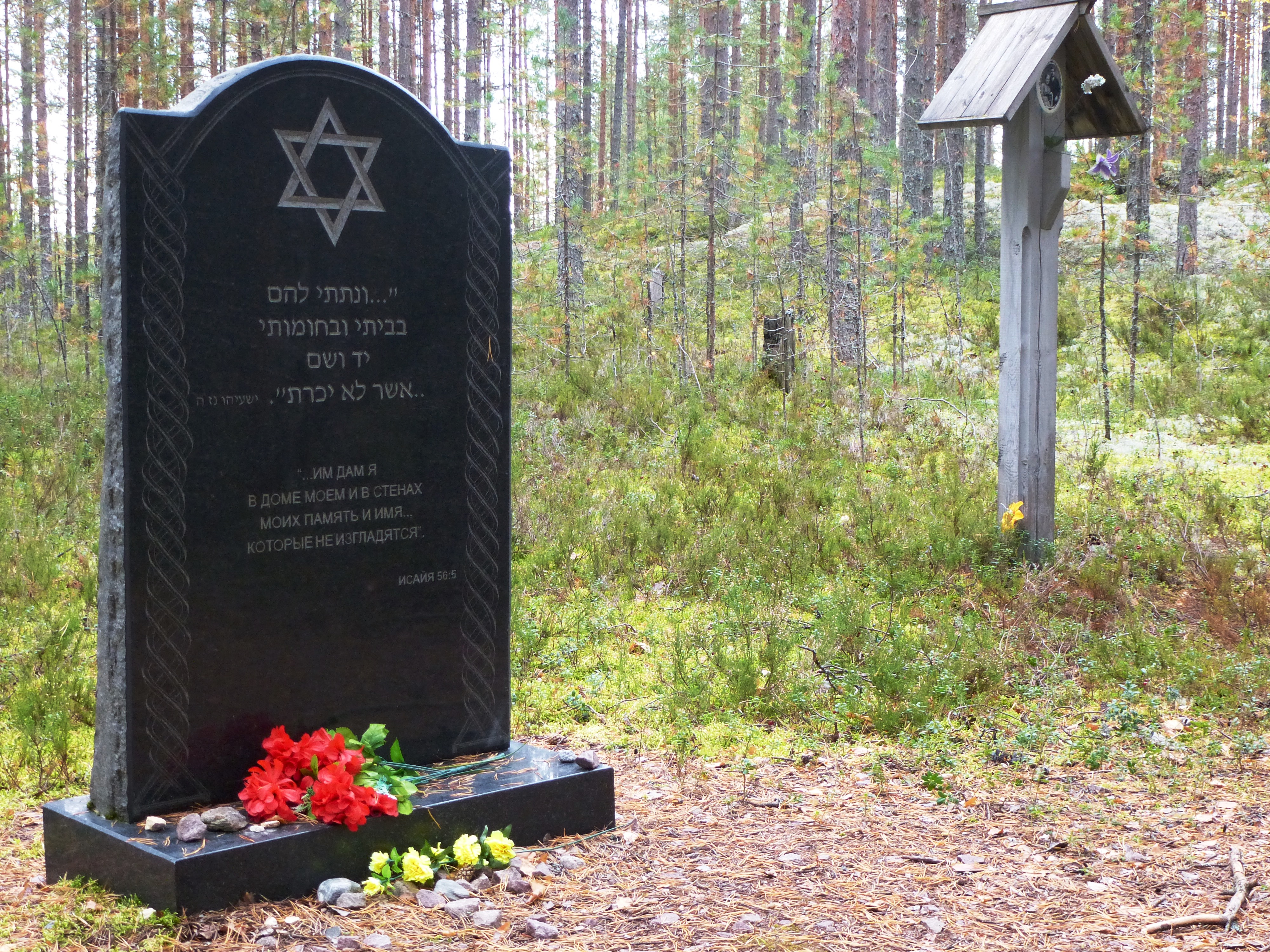
Памятник евреям
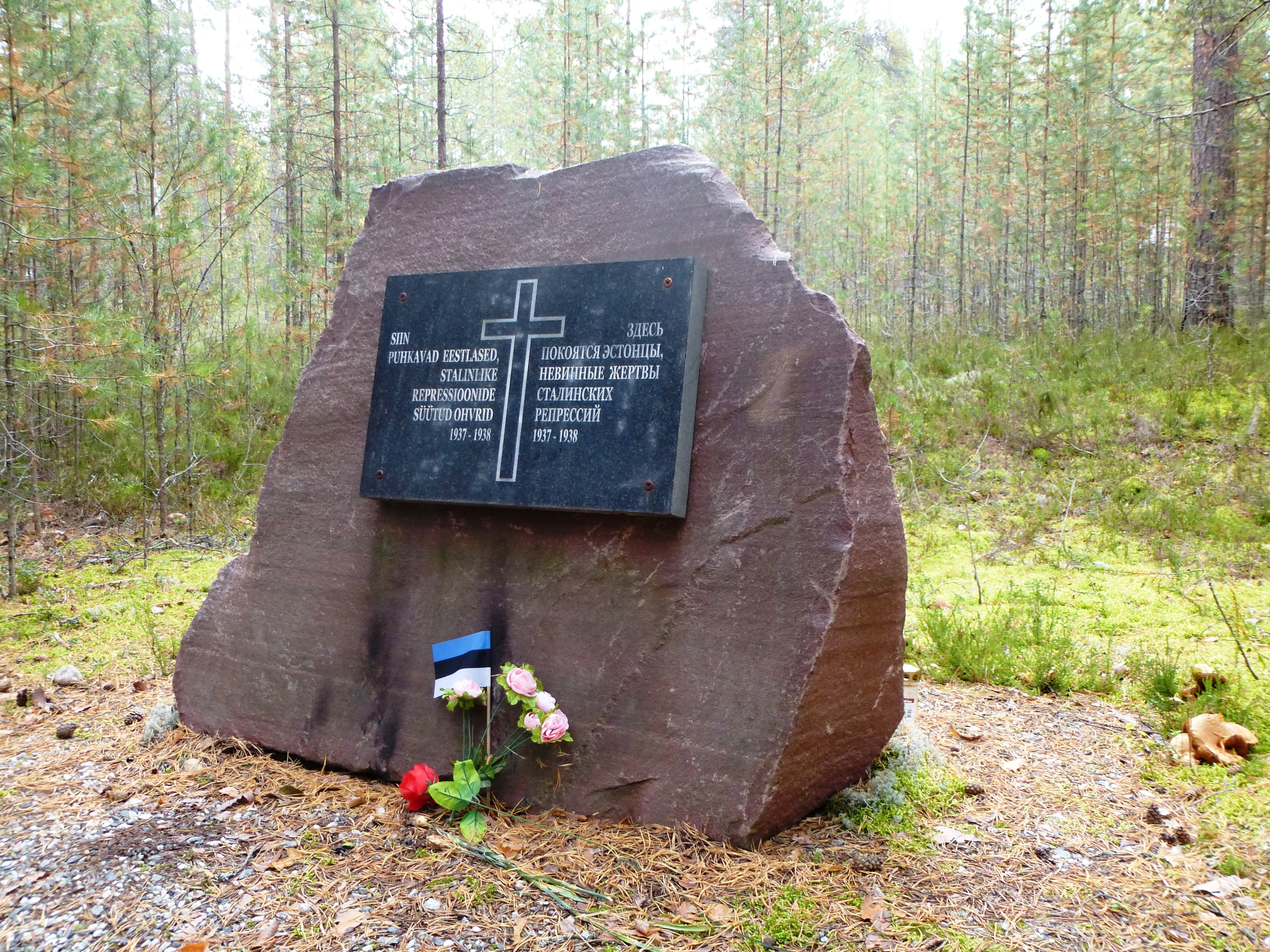
Эстонский памятник
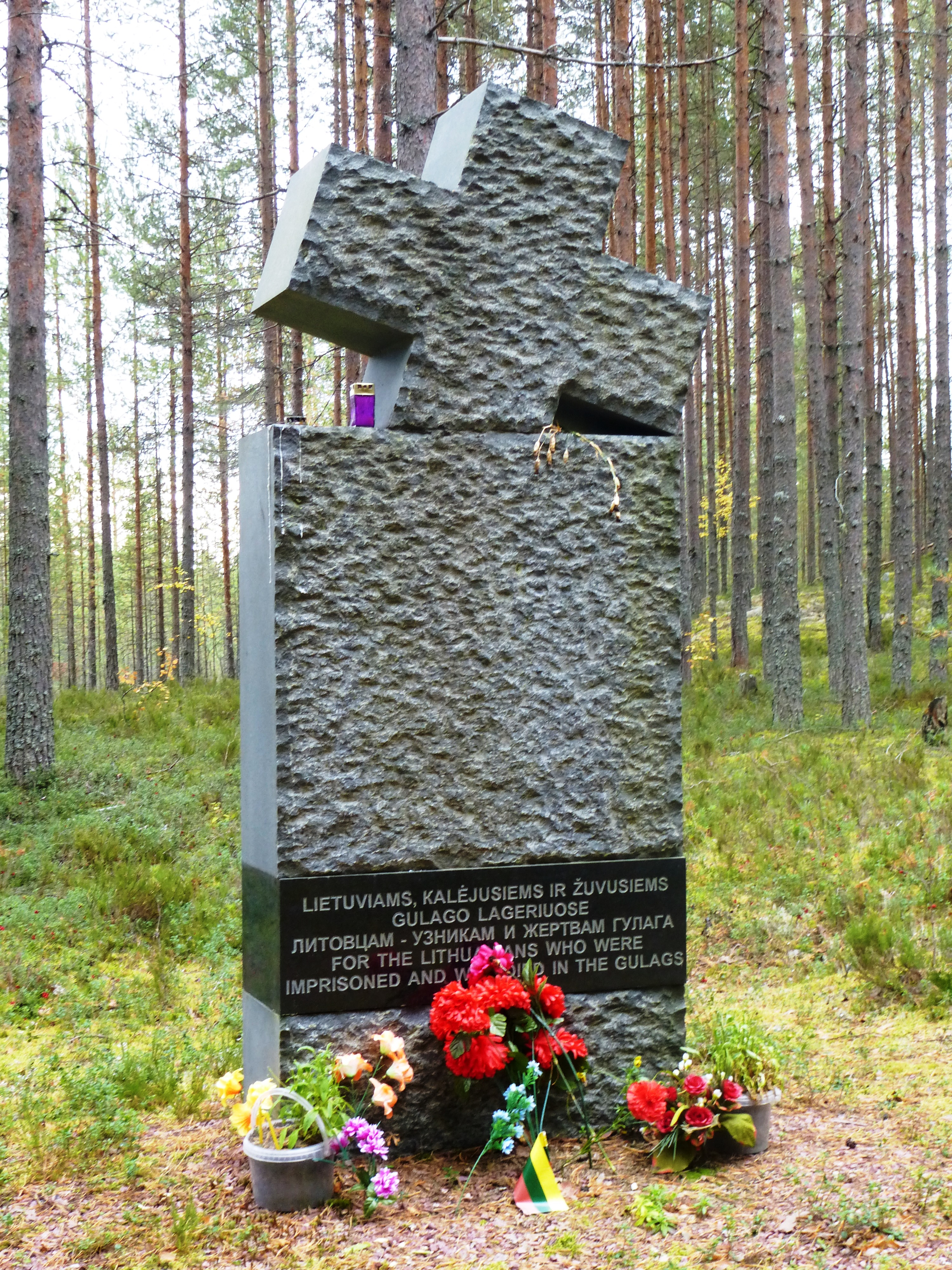
Литовский памятник
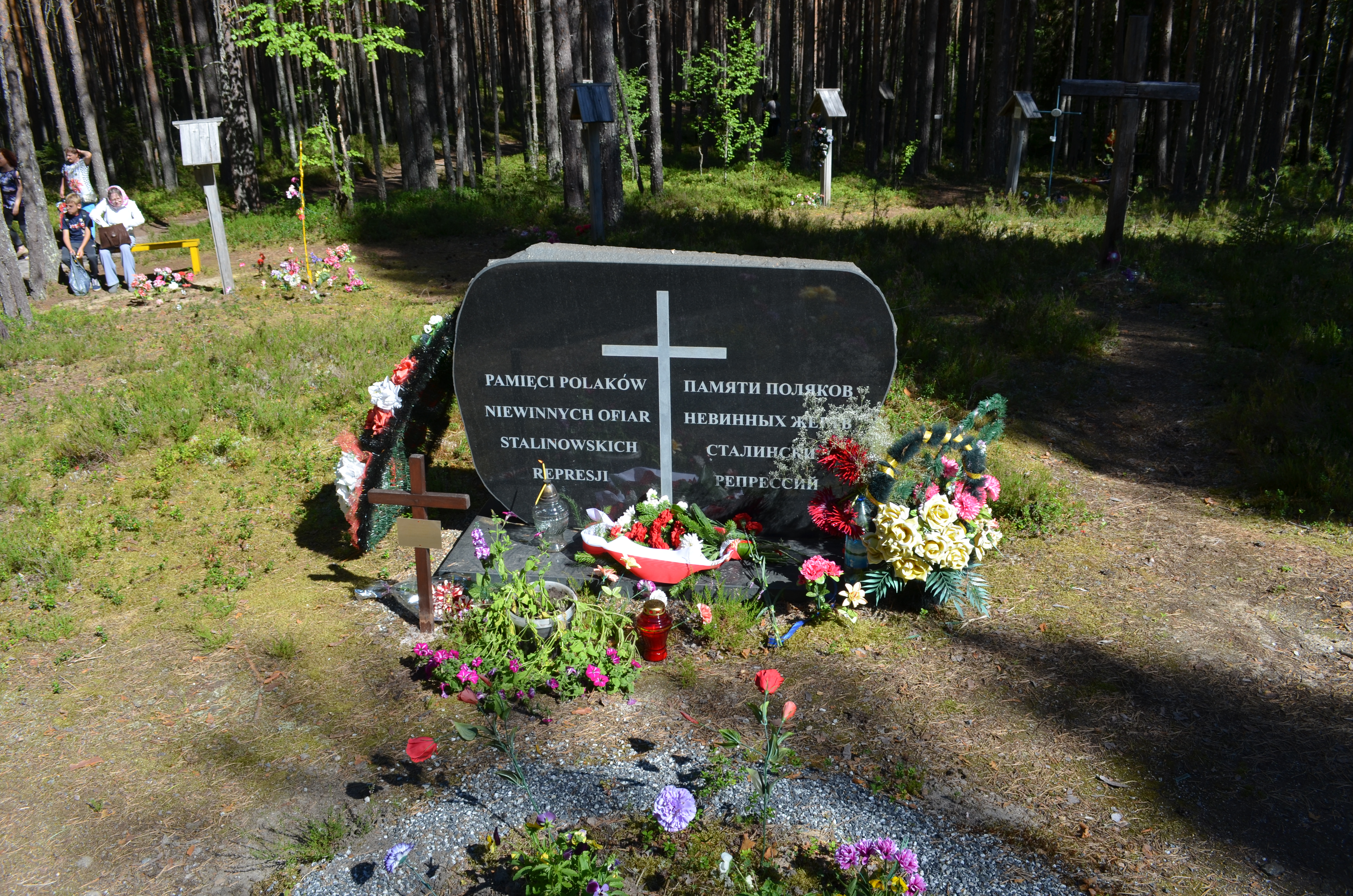
Польский памятник
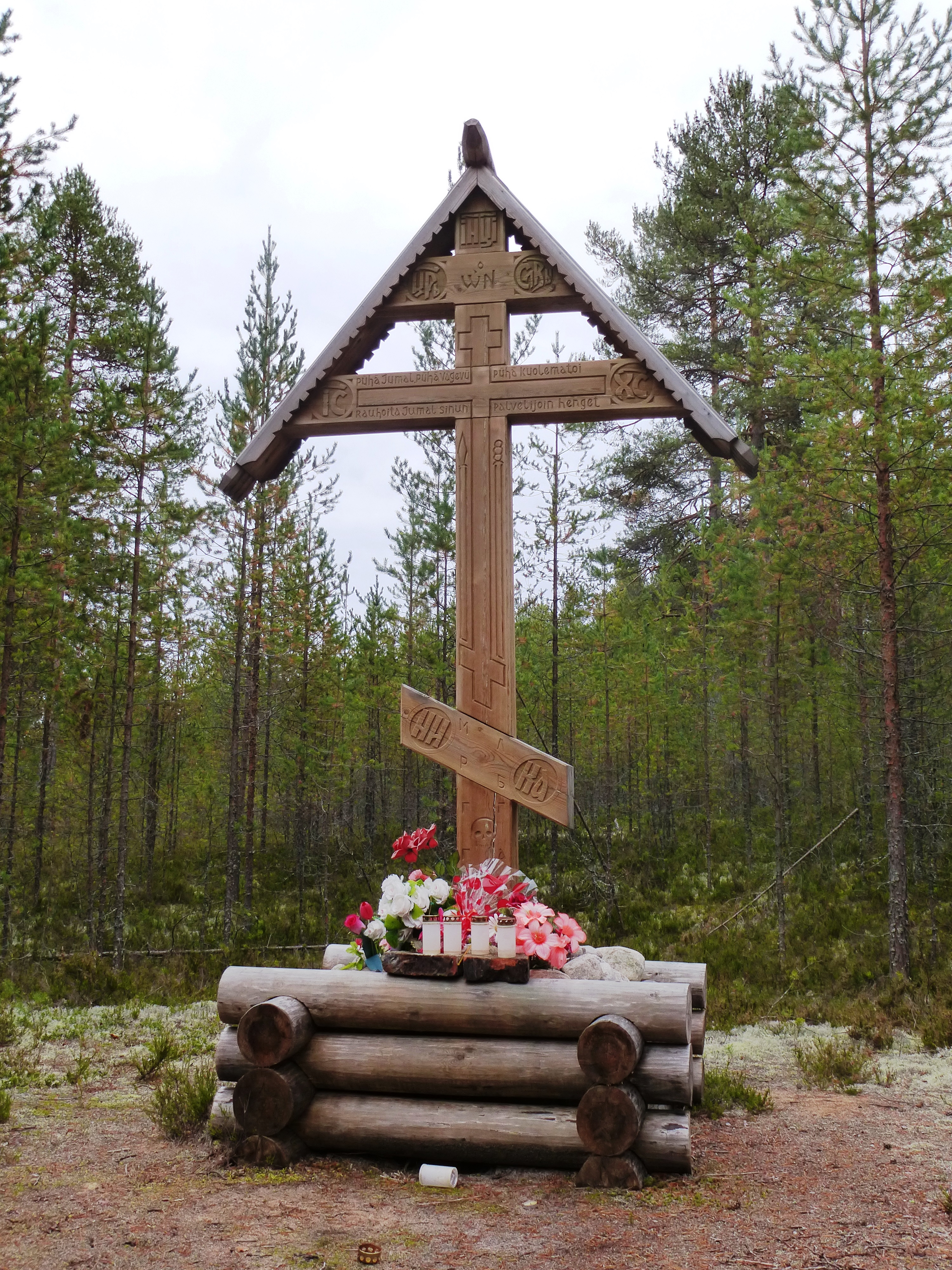
Карельский крест
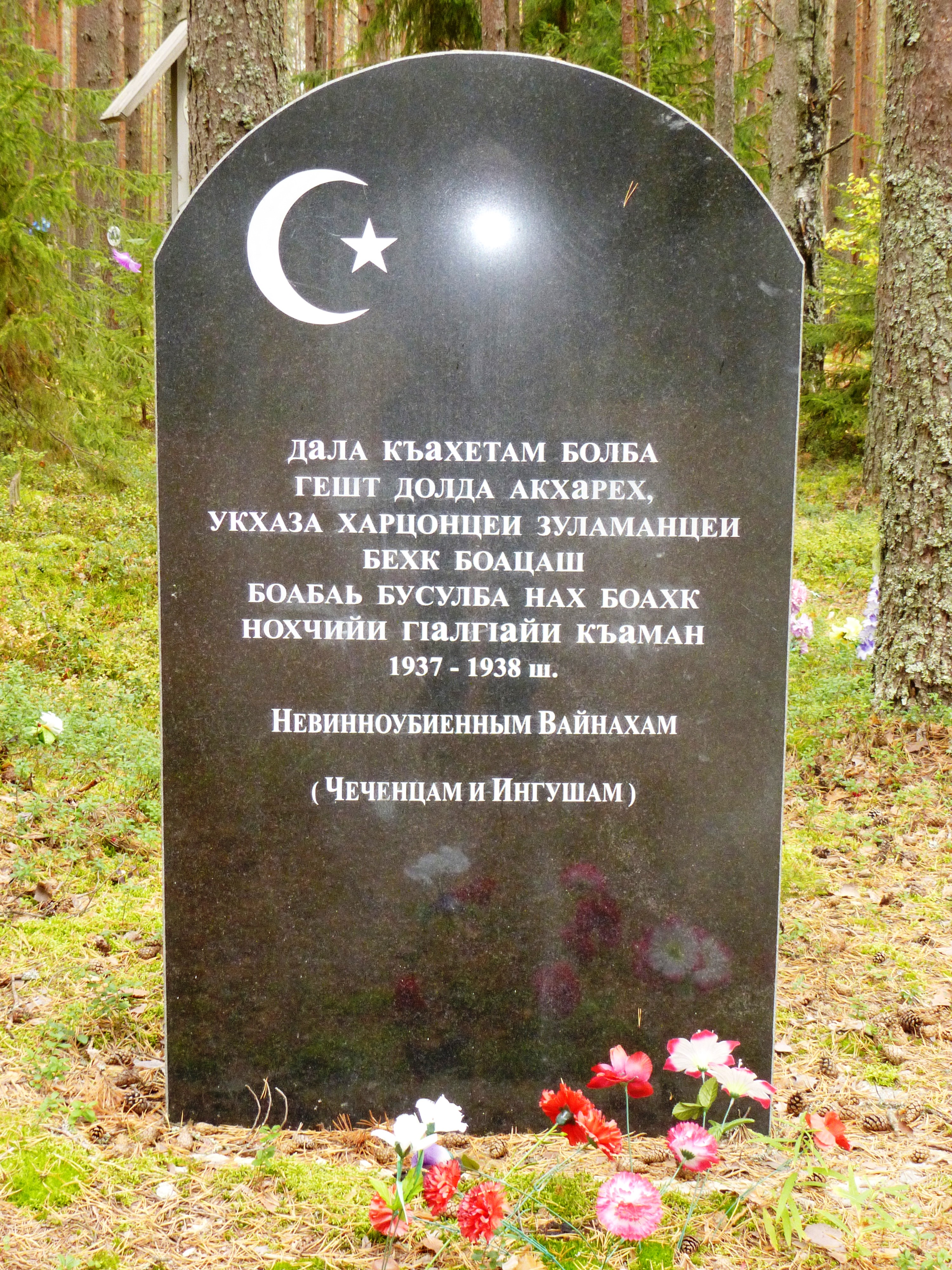
Вайнахский памятник
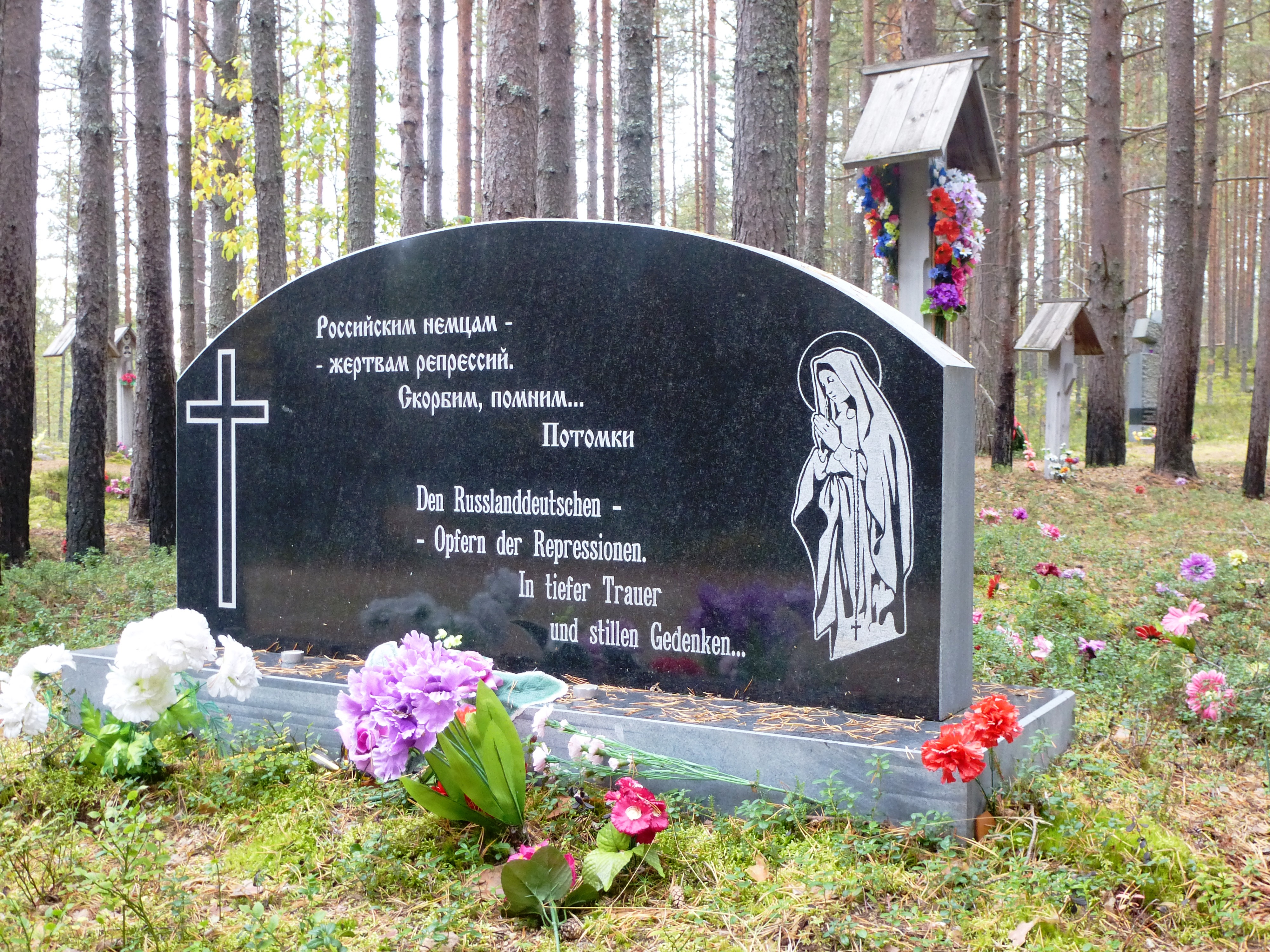
Немецкий памятник
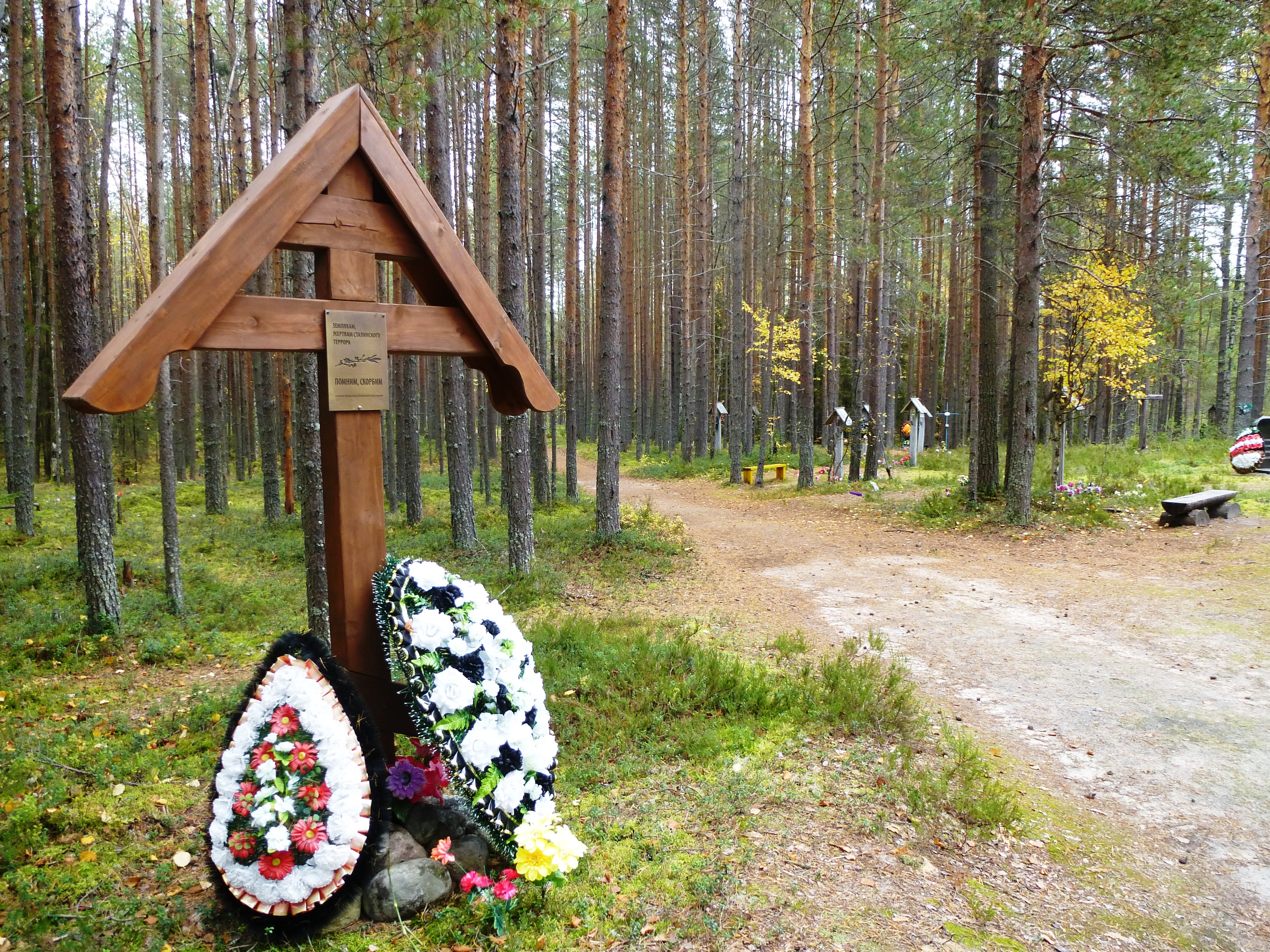
Памятный крест жителям посёлка Чупа
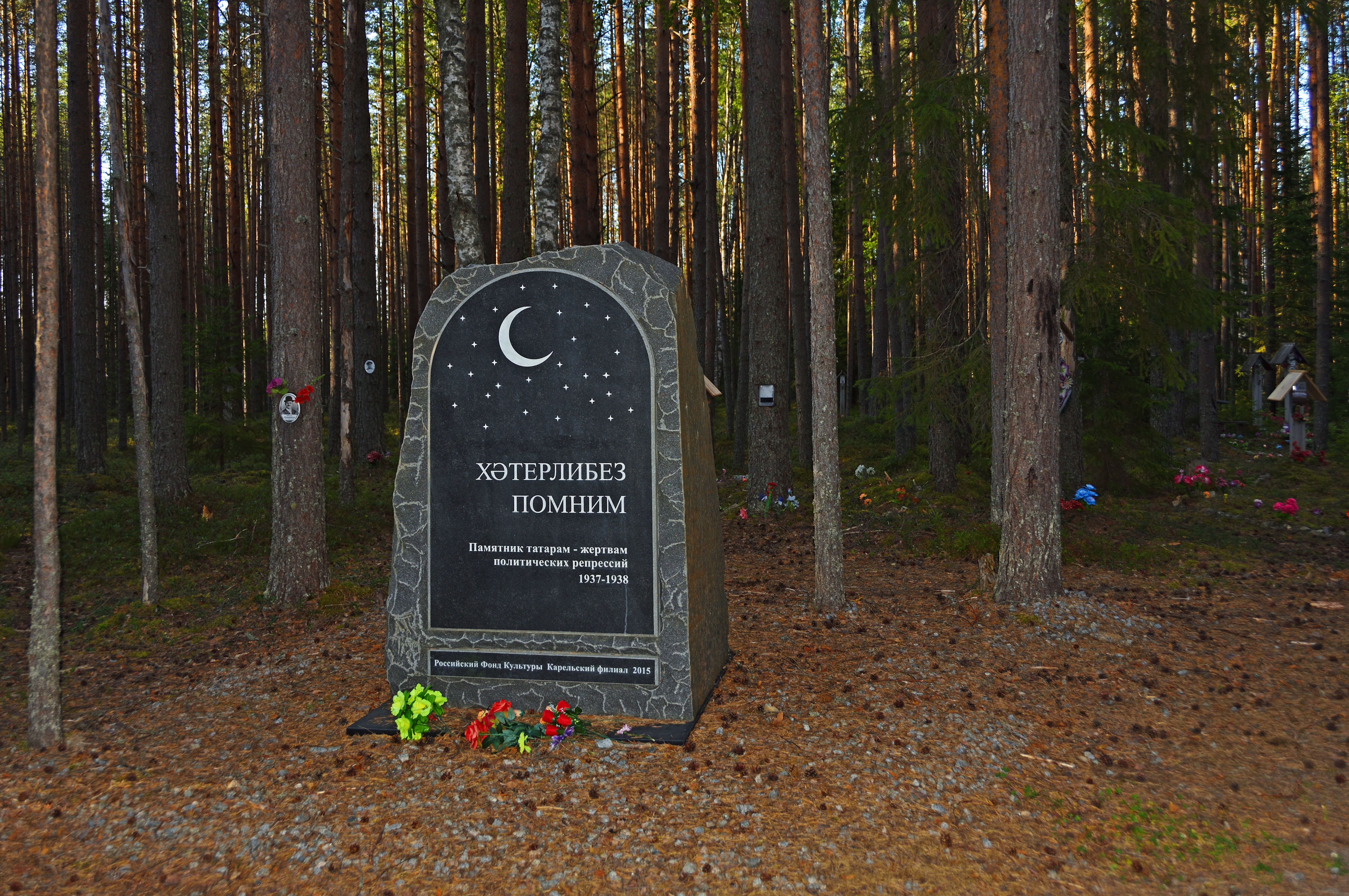
Татарский памятник
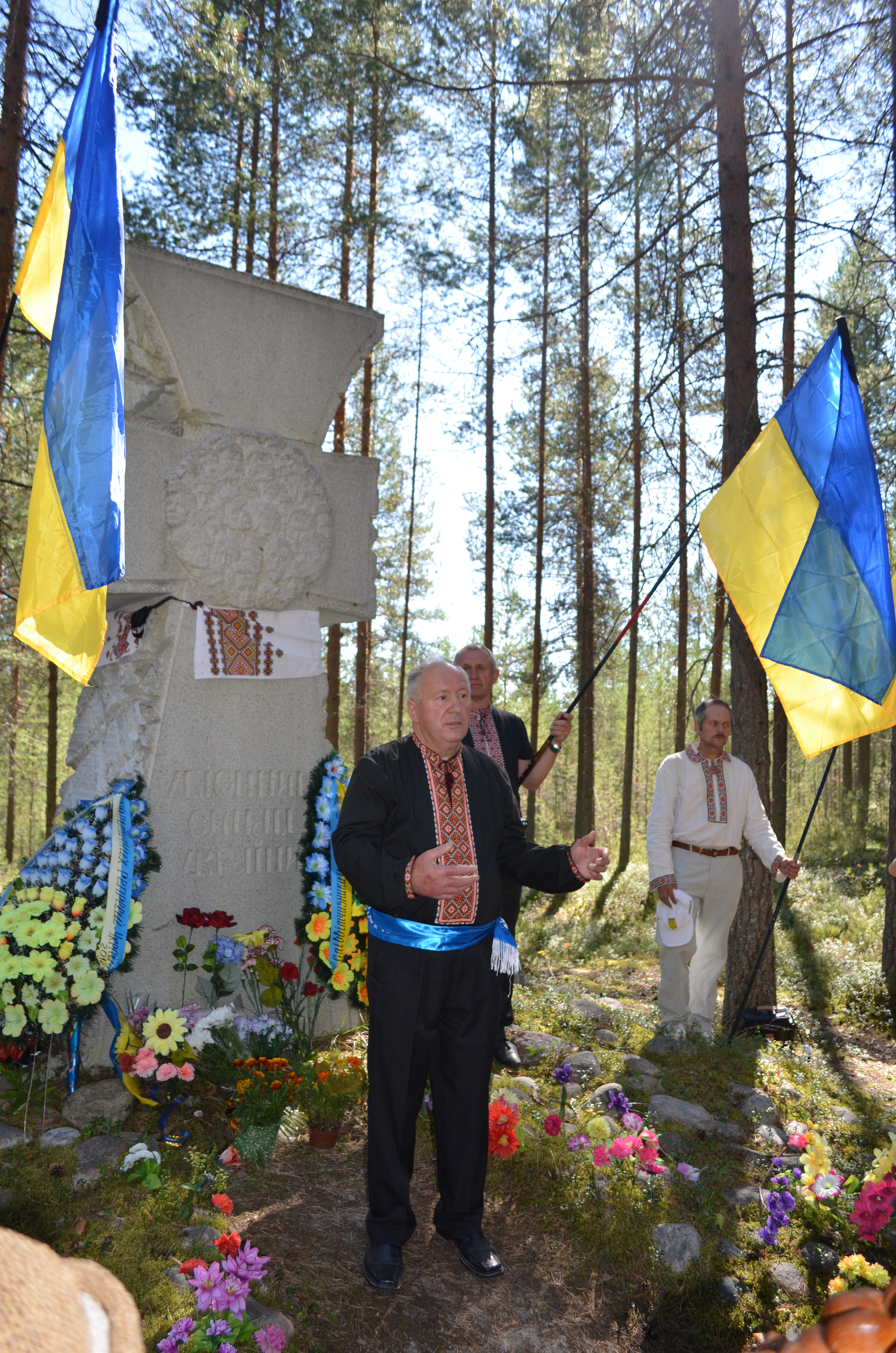
Церемония у Козацкого креста

При этом в Сандармохе с самого его открытия посетители устанавливали и продолжают устанавливать различные личные знаки памяти: надписи на столбцах-голубцах, кресты, таблички, камни. В Международный день памяти жертв Большого террора 5 августа в Сандармохе проводятся официальные траурные церемонии. С 2006 года они проходят у Соловецкого камня. В этот день в церемонии принимают участие множество официальных делегаций, в том числе из большинства европейских государств. После общего митинга участники обычно расходятся по частным мемориалам (этноконфессиональным и личным). Там проходят групповые и семейные траурные церемонии, религиозные службы. Многие участники после этого совершают обход всех памятников захоронения.

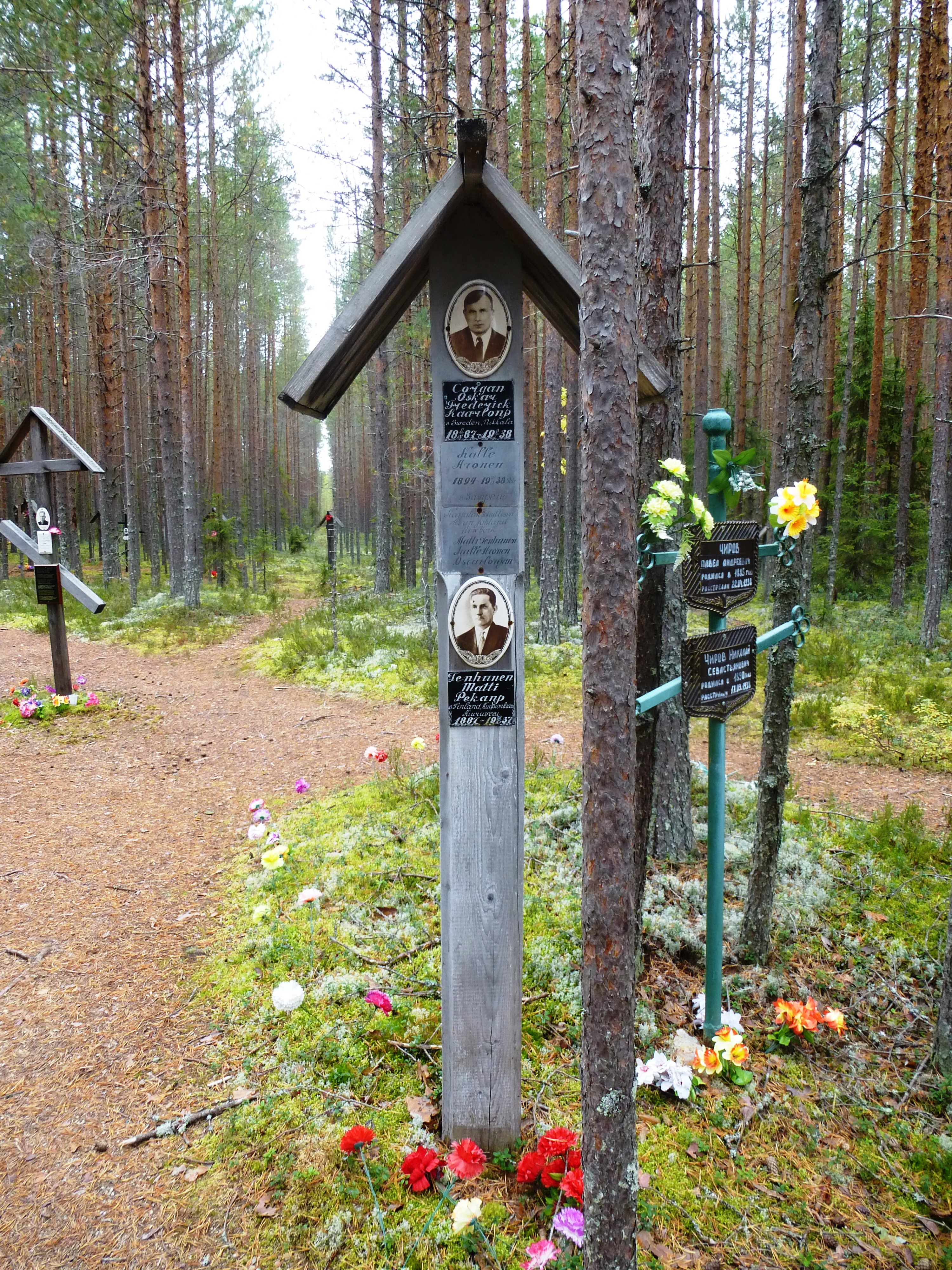
Личные памятники
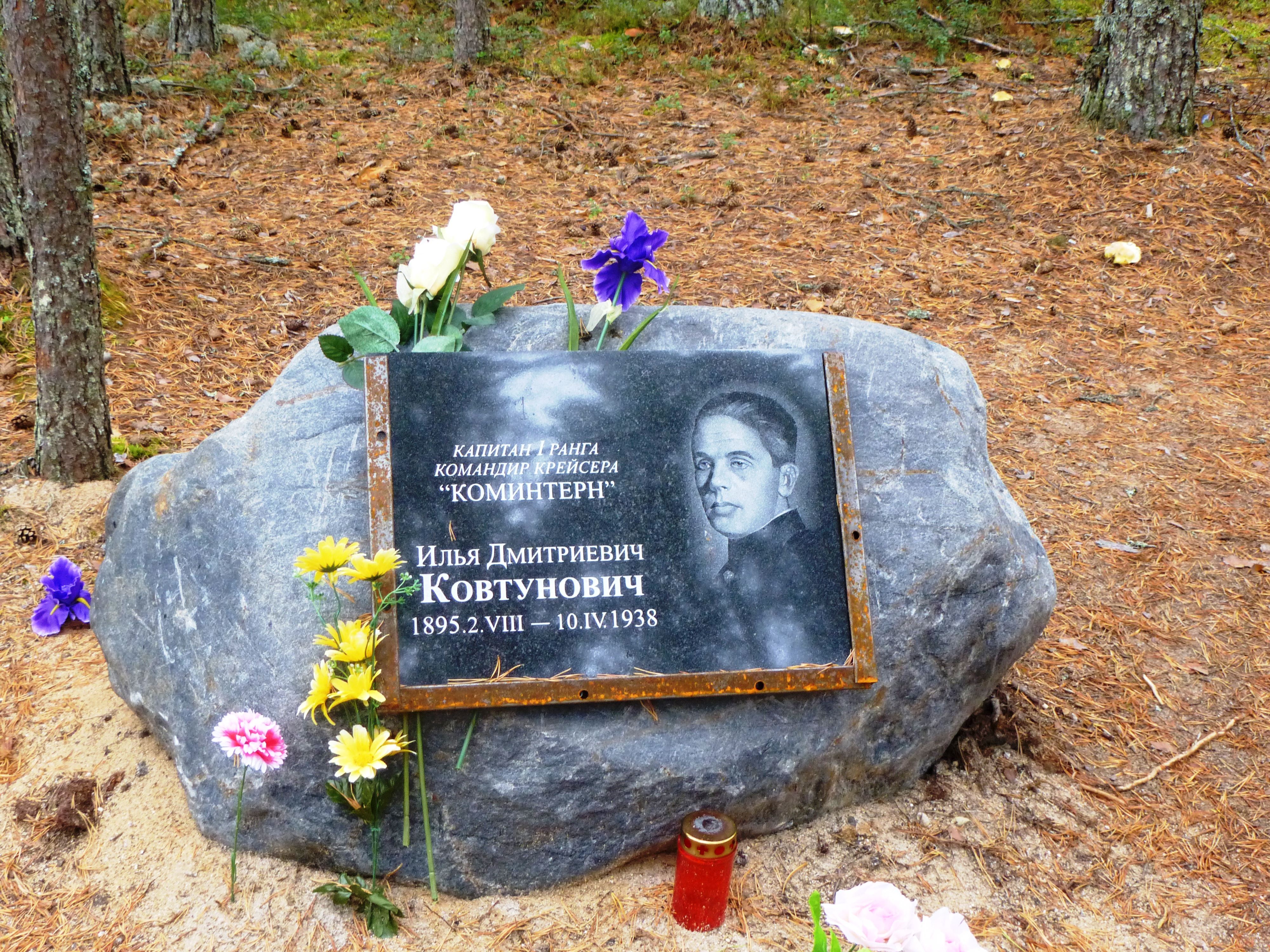
Памятник Илье Ковтуновичу
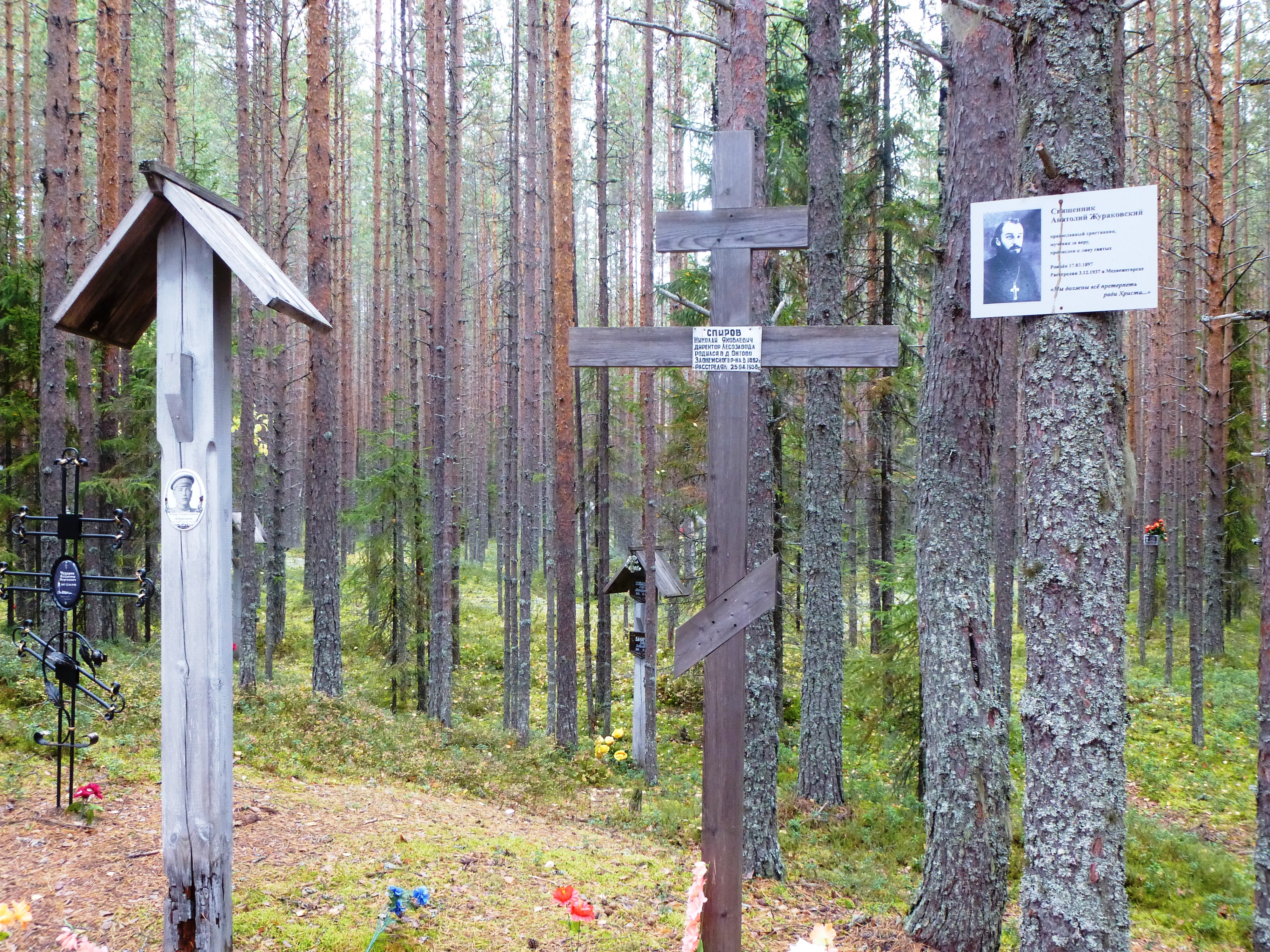
Личные памятники
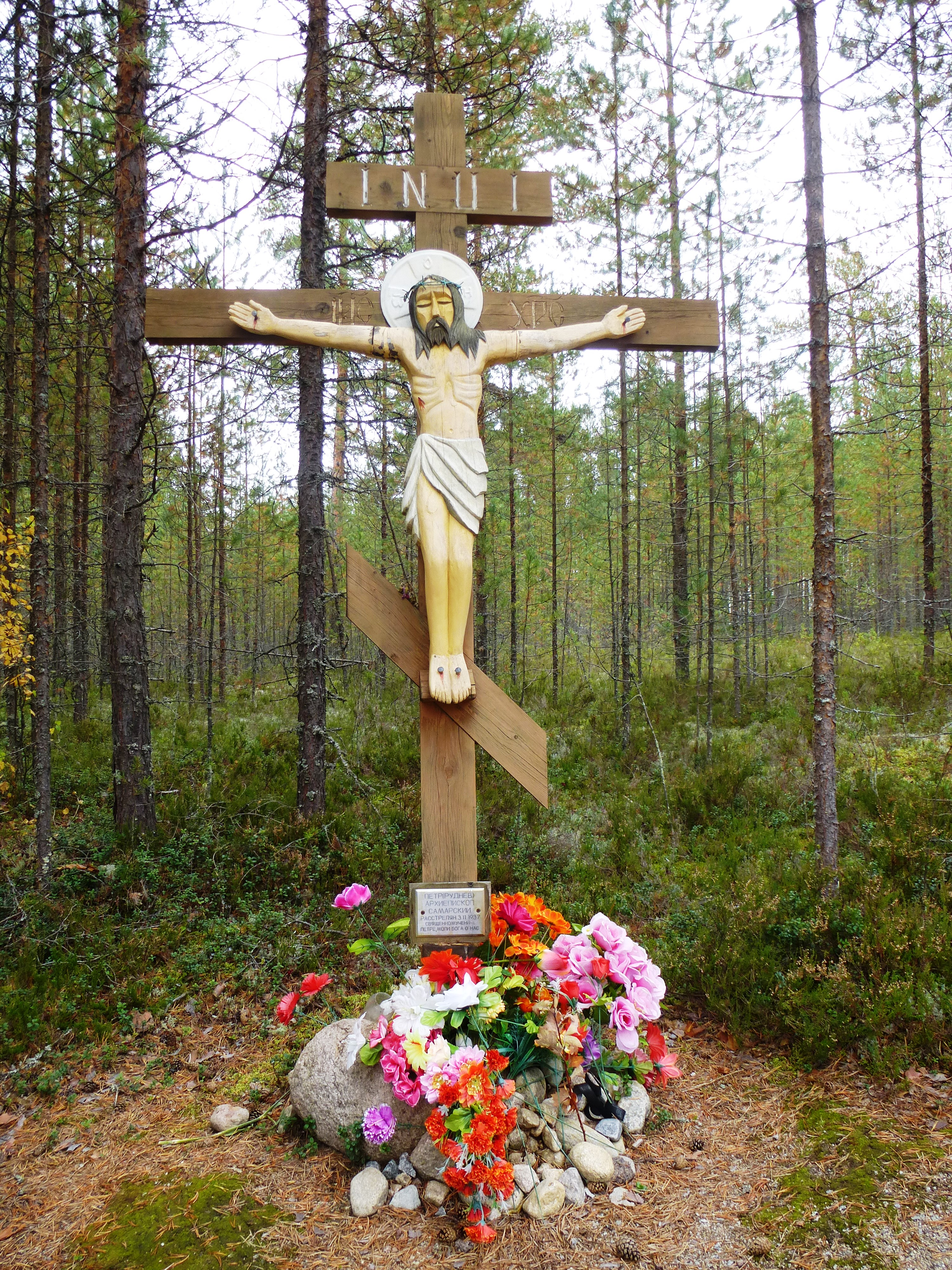
Крест епископу Петру

С 1998 года ежегодно проводятся Международные дни памяти «Сандармох — Соловки», которые сменили заложенную в 1989 году традицию дней памяти Соловков. Теперь маршрут начинается с траурного митинга 5 августа в Сандармохе, а затем люди переезжают на Соловецкие острова, где 7 августа на Аллее памяти у Соловецкого памятника проходит второй траурный митинг. Официальная церемония также ежегодно проходит в Сандармохе 30 октября в государственный День памяти жертв политических репрессий в СССР. В иное время это место посещают многочисленные экскурсии. В рамках мемориального проекта «Сандармох. Возвращение имён» авторства Максима Лялина на кладбище на волонтёрских началах ежегодно устанавливаются таблички с именами людей, казнённых в Сандармохе.
4 июня 2010 года патриарх Русской православной церкви Кирилл в сопровождении нескольких епископов посетил Сандармох и совершил богослужение на местах расстрелов. На службе присутствовали глава Карелии С. Л. Катанандов, председатель республиканского парламента А. Б. Переплеснин, мэр Петрозаводска Н. И. Левин и ряд других политиков. 

### После 2010 года
В 2010-х годах смысловое содержание мемориального кладбища Сандармоха претерпело изменения. В 2013 году на нём был открыт поклонный крест с надписью: «Сей поклонный крест установлен казаками Медвежьегорского района в память о невинно убиенных казаках. Помолитесь о них, люди добрые. Освящён 5 августа 2013 года священнослужителем Петрозаводской и Карельской епархии иереем Романом (Соболев). Да послужит этот святой крест защитой нам от всех врагов Земли Русской». В 2016 году был установлен так называемый «памятник русским», текст на котором гласил: «Русским людям, невинно убиенным в урочище „Сандармох“». Эти памятники стилистически похожи на прочие этноконфессиональные знаки. Однако сентенция про «врагов Земли Русской» подверглась критике со стороны исследователей «Мемориала» как попытка переложения вины за советские репрессии на неких «нерусских врагов». Кроме того, идея угнетения русского народа удачно вписывалась в концепцию национализма, в результате чего в этих знаках усмотрели стремление замалчивания темы ответственности государства за террор и шовинистическое выступление против «чужой памяти» иных народов.

### После 2014 года
В 2014 году, после аннексии Крыма и вооружённого нападения на Донбасс, Дни памяти 5 августа впервые прошли без ранее всегда многочисленной делегации Украины. На траурном митинге члены «Мемориала» Юрий Дмитриев и Ирина Флиге со сцены обвинили российские власти в агрессии против соседней страны, а также заявили о возобновлении государственного насилия и рассказали о современных политических заключённых. В ответ на это на следующий год в Дни памяти администрация свела выступления к минимуму. Добившийся слова Дмитриев снова попытался затронуть актуальные вопросы, но его прервали.
В октябре 2015 года карельский коммунист Александр Степанов направил главе Карелии Александру Худилайнену предложение в День памяти жертв политических репрессий провести мероприятия в память жертв «белого террора» (в том числе и всех его жертв в Карелии в годы Гражданской войны), однако этому резко воспротивился Дмитриев.
В 2015 году петербургский «Мемориал», члены которого открыли Сандармох и принимали активное участие в его дальнейшей судьбе, был объявлен Министерством юстиции «иностранным агентом». В ответ на это коллектив организации обвинил государство в «навешивании клейма» и препятствовании работе.
В итоге карельские чиновники стали воспринимать память о политических репрессиях как «неудобную». Это происходило даже несмотря на то, что на федеральном уровне в это время шли разговоры о третьей «десталинизации», а в Москве готовилось открытие мемориала «Стена скорби». Политика власти не была последовательной в этом вопросе — «сверху» приходили противоположные по смыслу сигналы. Участие в траурных акциях иностранных делегаций и политиков, а также отечественных правозащитников и оппозиционеров также настораживало чиновников. С 2016 года правительство Карелии стало полностью игнорировать Дни памяти в Сандармохе.
На этом фоне в 2016 году двое историков Петрозаводского университета Юрий Килин и Сергей Веригин выдвинули гипотезу о том, что в Сандармохе могут быть захоронены жертвы финских концлагерей времён Советско-финской войны 1941—1944 годов. Основой данного предположения, по словам Веригина, стали некие документы из архивов ФСБ. Вскоре после этого телеканал «Звезда» опубликовал на своём сайте ряд документов, предоставленных журналистам ФСБ и якобы подтверждающих гипотезу. В 2017 году в карельском университете состоялся круглый стол по теме «финской версии», на котором она была резко раскритикована. Хотя сами её авторы признали факт захоронения в Сандармохе тысяч жертв политических репрессий, говоря лишь о возможном наличии в урочище также могил военнопленных, в прессе в этот период появилось множество публикаций о якобы имевшей место фальсификации «Мемориалом» своих исследований. При этом в то время как историки говорили о десятках, возможно сотнях расстрелянных военнопленных, СМИ заявляли о тысячах жертв. В окрестностях Медвежьегорска действительно было шесть финских лагерей, но ни один из них не находился рядом с Сандармохом. Все они были небольшими по количеству заключённых, а большинство из погибших в них узников умерли не от расстрела, а от тяжёлых условий содержания. При этом рационального объяснения необходимости транспортировать и хоронить погибших за несколько километров от ближайшей тюрьмы сторонниками «финской версии» представлено не было. Оппонирующие историки также указывают, что обнаружение в ходе войны финскими властями секретного места массовых казней непременно было бы использовано их пропагандой в целях дискредитации СССР, как поступили в аналогичной ситуации с Катынью немцы.
13 декабря 2016 года по анонимному доносу был арестован Юрий Дмитриев. Сначала ему предъявили обвинение в изготовлении детской порнографии, потом — в развратных действиях в отношении малолетней приёмной дочери и в незаконном хранении оружия. 5 апреля 2018 года он был оправдан по первой части обвинения и осуждён за хранение оружия. Однако 14 июня 2018 года Верховный суд Карелии отменил приговор и направил дело на новое рассмотрение. 28 июня 2018 года Следственный комитет России объявил о возбуждении нового уголовного дела — Дмитриева обвинили действиях сексуального характера, совершённых в отношении дочери. Летом 2020 года суд оправдал его по статьям об изготовлении порнографии, развратных действиях и хранении оружия, но осудил за насильственные действия сексуального характера на 3,5 года тюрьмы. Такой срок в три раза ниже нижнего предела, установленного законом, в результате чего историка должны были вскоре отпустить, учитывая проведённое в СИЗО время. Ряд наблюдателей расценили это как де-факто оправдание. Однако 29 сентября Верховный суд Карелии увеличил срок до 13 лет. В декабре 2021 года срок снова был увеличен — до 15 лет. Целый ряд правозащитников и общественных лидеров заявили, что преследование Дмитриева является сфабрикованным политическим делом из-за его профессиональной деятельности (в том числе в Сандармохе). В октябре 2018 года директор Медвежьегорского музея историк Сергей Колтырин, бывший главным смотрителем мемориального кладбища, был арестован по обвинению в развратных действиях в отношении несовершеннолетнего и незаконном хранении оружия. В мае 2019 года он был приговорён к девяти годам лишения свободы, а в ночь на 2 апреля 2020 года умер в тюремной больнице в Медвежьегорске от онкологического заболевания. Поскольку Колтырин оппонировал гипотезе о военных жертвах в Сандармохе, его преследование некоторые наблюдатели также расценили как возможные репрессии за профессиональную деятельность. Эти процессы активно освещались государственными СМИ, которые одновременно стремились дискредитировать «Мемориал».
В 2018 году Российское военно-историческое общество, возглавляемое министром культуры Владимиром Мединским, организовало поисковую экспедицию в Сандармох в поддержку «финской версии». Непосредственно полевые изыскания были проведены с 25 по 28 августа группой РВИО во главе с Сергеем Бариновым и Олегом Титберией. При этом разрешение на работу на территории объекта культурного наследия они не получали. В ходе экспедиции были найдены останки пяти человек, причём ещё до появления результатов экспертизы прозвучало заявление, что они принадлежат советским военнопленным времён Великой Отечественной войны, а не жертвам Большого террора. Однако на пресс-конференции 7 сентября научный директор РВИО Михаил Мягков отметил, что вопрос о принадлежности останков остаётся открытым. Летом 2019 года были озвучены результаты осенних экспертиз найденных останков, но стороны разошлись в их оценке. Представители РВИО и Веригин объявили о том, что результаты подтверждают «финскую версию». Однако их оппоненты высказали возражения. В частности они обратили внимание на то, что экспертизы не содержали информации об одежде, которая по утверждению РВИО была обнаружена на останках. Что касается найденных патронов, то, судя по маркам, они с одинаковой вероятностью могли принадлежать и НКВД, и финским военным, а никелевое содержание одного из них ставит под сомнение военную версию, поскольку в это время таких патронов не производили.
В 2019 году состоялась вторая экспедиция РВИО в Сандармох под руководством Сергея Баринова. При этом о её начале не было объявлено публично. В течение 9 дней раскопок были обнаружены останки 16 человек. На них, согласно осмотру, была самодельная обувь. Однако она могла принадлежать и жертвам репрессий, и жертвам войны. Также были найдены патроны, которые могли быть и на вооружении НКВД, и финской армии. Кроме того, был обнаружен некий «склад» различных вещей. Одновременно с поисковыми работами развернулся скандал с прессой, освещавшей событие. Спецкор «Новой газеты» обнаружила среди предоставленных Бариновым документов обращение от минкульта Карелии с просьбой о проведении поисков, в котором такая необходимость обосновывалась тем, что память о жертвах сталинских репрессий «активно используется рядом стран в деструктивных информационно-пропагандистских акциях в сфере исторического сознания», а «спекуляции вокруг событий в урочище… наносят ущерб международному имиджу России» и консолидируют «антиправительственные силы». Также произошёл конфликт между корреспондентами телеканала «Россия-24» и «Новой газеты» с «Мемориалом», что было расценено последними как попытка удалить неудобных наблюдателей. Раскопки посетил и известный публицист Йохан Бекман. Летом 2020 года на онлайн-конференции РВИО Сергей Веригин заявил, что находки подтверждают его гипотезу. Однако общество «Мемориал» указало, что находки ни доказывают, ни опровергают что-либо.
В 2019 году вышел ряд книг, посвящённых истории Сандармоха. Ирина Флиге написала монографию «Сандормох: драматургия смыслов», которая стала одним из основных трудов на эту тему. Чуть позднее вышла книга Юрия Дмитриева «Место памяти Сандармох». В то же время при поддержке Йохана Бекмана увидела свет книга Сергея Веригина «Загадки Сандармоха. Что скрывает лесное урочище», излагающая его гипотезу. Она подверглась резкой критике других историков за псевдоисторичность, неаккуратное обращение с источниками и предвзятость выводов.
В 2020 году стало известно о возбуждении российским Следственным комитетом Российской Федерации уголовного дела по факту геноцида советских граждан в Карелии во время Второй мировой войны: согласно пресс-релизу ведомства, финны «закапывали военнопленных живьём и сжигали в газовых камерах». У финских учёных эта новость вызвала недоумение. Впрочем, официальное сообщение СК РФ исчезло вскоре после публикации.
Множество историков и исследователей расценивают ситуацию, сложившуюся вокруг Сандармоха, как политическую кампанию российских властей, направленную на ревизионизм истории сталинских репрессий. Цель поисков иных жертв на месте мемориального кладбища они видят в смещении акцентов памяти, подмене, вытеснении памяти о государственном терроре из общественного сознания. В этом смысле ситуация в Сандармохе ставится ими в один ряд со схожими событиями, происходящими в то же время вокруг мемориалов «Катынь», «Медное», музея «Пермь-36».
События вокруг Сандармоха актуализировали его как место памяти. О нём начали много и подробно писать в СМИ, говорить различные общественные лидеры, а количество посетителей мемориального кладбища значительно увеличилось. При этом обсуждения стали затрагивать не только историю советских репрессий, но и современные проблемы нарушений прав человека в России.

### После 2022 года
В 2022 году после начала полномасштабной войны с Украиной в России развернулась неофициальная кампания по уничтожению памятников репрессированным. Ряд юридических лиц «Мемориала» был ликвидирован Верховым судом России. В том же году в день памяти 5 августа на входе в Сандармох были размещены георгиевские ленточки и надпись: «НАТО тоже виновато». Осенью стало известно, что власти Карелии запланировали работы по «благоустройству» мемориального кладбища. При этом (как ранее экспертиза извлечённых РВИО останков и место их захоронения) проектная документация работ скрывалась администрацией. День памяти 2023 года прошёл на фоне провокаций журналистов российских государственных СМИ. В конце 2023 года в рамках «благоустройства» около часовни был установлен обелиск с надписью: «Жертвам репрессий 1937—1939 годов и жертвам Финской оккупации времён Великой Отечественной войны». Депутат законодательного собрания региона от партии «Яблоко» Эмилия Слабунова заявила, что, поскольку факт расстрелов в период Второй мировой войны в Сандармохе не доказан, размещение такого памятника противоречит закону, а само оно является проявлением неуважения и к репрессированным, и к жертвам оккупации. Парламентарий отметила, что новые изменения являются продолжением политически мотивированного переформатирования мемориала захоронения.
Летом 2024 года российские власти начали компанию по обвинению Финляндии в геноциде советских граждан, приводя в том числе информацию о якобы имевших место во время Второй мировой войны убийствах в Сандармохе. Этот нарратив стал основным на выставке перед финским посольством в Москве. Также российские власти устроили показательный суд с целью его легитимизации. В ходе процесса ФСБ угрожала обвинением в госизмене независимым журналистам за иную точку зрения. В итоге 1 августа Верховный суд Карелии признал геноцид. Через несколько дней после этого традиционный день памяти состоялся при многочисленных провокациях провластных активистов и полиции.

## Комментарии
1. Уже с самой установки в 1997 году столбцы отмечали не только ямы, но и ставились в пространственно значимых местах, выполняя декоративную функцию[1].
2. ↑  Уже с самой установки в 1997 году столбцы отмечали не только ямы, но и ставились в пространственно значимых местах, выполняя декоративную функцию[1].
3. ↑  Изначально захоронение было названо по именованию когда-то находившегося неподалёку хутора «Сандормох», но позже в литературе и официальных документах стали писать «Сандармох»[2]. Происхождение данного слова точно не известно[3]. По предположению Анатолия Разумова оно может быть результатом сложения двух корней: Сандар — «Санька, Александр», а также мох — «болото»[4].
4. ↑  Тем не менее, наличие ещё одного полигона не исключается исследователями[19].
5. ↑  При этом исследователи указывают, что, скорее всего, палачей фактически было больше, чем тех, кто подписывал бумаги[24].
6. ↑  Она же в документах упоминается как Мет Гора[30].
7. ↑  Полная идентификация жертв расстрелов Сандармоха в 1999 году ещё не была проведена[57].
8. ↑  Примечательно, что такие предположения существовали ещё с начала 2000-х годов[33].

### Альтернативные источники
- Веригин С. Г., Машин А. В. Загадки Сандармоха. Часть I. Что скрывает лесное урочище [Текст]. — Финляндия: Johan Backman Publications, 2019. — 90 с. — ISBN 978-952-541-240-6.
- Степанов А. М. Ложь и правда об урочище Сандармох. — Петрозаводск, 2021. — 164 с.